# Stati Uniti d'America ai Giochi della XXXI Olimpiade
Gli Stati Uniti d'America hanno partecipato ai Giochi della XXXI Olimpiade, che si sono svolti a Rio de Janeiro, Brasile, dal 5 al 21 agosto 2016. Hanno conquistato 46 ori, 37 argenti e 38 bronzi per un totale di 120 medaglie, il terzo miglior risultato della loro storia dopo le olimpiadi di St. Louis 1904 con 239 medaglie e di Los Angeles 1984 con 184 medaglie.

## Medaglie
| Riepilogo quotidiano | Riepilogo quotidiano | Riepilogo quotidiano | Riepilogo quotidiano | Riepilogo quotidiano | Riepilogo quotidiano | Riepilogo quotidiano |
| -------------------- | -------------------- | -------------------- | -------------------- | -------------------- | -------------------- | -------------------- |
| Giorno               | Data                 |                      |                      |                      | Totale               |                      |
| 1º                   | 6                    | 1                    | 4                    | 0                    | 5                    |                      |
| 2º                   | 7                    | 2                    | 1                    | 4                    | 7                    |                      |
| 3º                   | 8                    | 2                    | 2                    | 3                    | 7                    |                      |
| 4º                   | 9                    | 4                    | 1                    | 2                    | 7                    |                      |
| 5º                   | 10                   | 2                    | 3                    | 1                    | 6                    |                      |
| 6º                   | 11                   | 5                    | 1                    | 0                    | 6                    |                      |
| 7º                   | 12                   | 4                    | 1                    | 7                    | 12                   |                      |
| 8º                   | 13                   | 4                    | 5                    | 1                    | 10                   |                      |
| 9º                   | 14                   | 2                    | 3                    | 4                    | 9                    |                      |
| 10º                  | 15                   | 0                    | 2                    | 4                    | 6                    |                      |
| 11º                  | 16                   | 2                    | 5                    | 2                    | 9                    |                      |
| 12º                  | 17                   | 2                    | 4                    | 3                    | 9                    |                      |
| 13º                  | 18                   | 5                    | 1                    | 1                    | 6                    |                      |
| 14º                  | 19                   | 3                    | 2                    | 0                    | 5                    |                      |
| 15º                  | 20                   | 5                    | 2                    | 4                    | 11                   |                      |
| 16º                  | 21                   | 3                    | 0                    | 2                    | 5                    |                      |
| Totale               | Totale               | 46                   | 37                   | 38                   | 121                  |                      |

### Medagliere per disciplina
| Sport             | Oro | Argento | Bronzo | Totale |
| ----------------- | --- | ------- | ------ | ------ |
| Nuoto             | 16  | 8       | 9      | 33     |
| Atletica leggera  | 13  | 10      | 9      | 32     |
| Ginnastica        | 4   | 6       | 2      | 12     |
| Ciclismo          | 2   | 3       | 0      | 5      |
| Lotta             | 2   | 0       | 1      | 3      |
| Pallacanestro     | 2   | 0       | 0      | 0      |
| Pugilato          | 1   | 1       | 1      | 3      |
| Tennis            | 1   | 1       | 1      | 3      |
| Canottaggio       | 1   | 1       | 0      | 2      |
| Judo              | 1   | 1       | 0      | 2      |
| Tiro a segno/volo | 1   | 0       | 2      | 3      |
| Pallanuoto        | 1   | 0       | 0      | 1      |
| Triathlon         | 1   | 0       | 0      | 1      |
| Scherma           | 0   | 2       | 2      | 4      |
| Tuffi             | 0   | 2       | 1      | 3      |
| Equitazione       | 0   | 1       | 2      | 3      |
| Tiro con l'arco   | 0   | 1       | 1      | 2      |
| Pallavolo         | 0   | 0       | 2      | 2      |
| Beach volley      | 0   | 0       | 1      | 1      |
| Golf              | 0   | 0       | 1      | 1      |
| Sollevamento pesi | 0   | 0       | 1      | 1      |
| Taekwondo         | 0   | 0       | 1      | 1      |
| Vela              | 0   | 0       | 1      | 1      |
| Totale            | 46  | 37      | 38     | 121    |

### Medaglie d'oro
| Medaglia | Nome | Sport            | Evento                                 |
| -------- | --- | ---------------- | -------------------------------------- |
| Oro      | Virginia Thrasher | Tiro             | Carabina 10 m aria compressa femminile |
| Oro      | Nathan Adrian Caeleb Dressel Anthony Ervin James Feigen Ryan Held Michael Phelps Blake Pieroni | Nuoto            | 4x100 metri stile libero maschile      |
| Oro      | Katie Ledecky | Nuoto            | 400 metri stile libero femminili       |
| Oro      | Ryan Murphy | Nuoto            | 100 metri dorso maschili               |
| Oro      | Lilly King | Nuoto            | 100 metri rana femminili               |
| Oro      | Simone Biles Gabrielle Douglas Laurie Hernandez Madison Kocian Alexandra Raisman | Ginnastica       | Concorso a squadre femminile           |
| Oro      | Michael Phelps | Nuoto            | 200 metri farfalla maschili            |
| Oro      | Gunnar Bentz Jack Conger Conor Dwyer Townley Haas Ryan Lochte Michael Phelps Clark Smith | Nuoto            | 4x200 metri stile libero maschile      |
| Oro      | Katie Ledecky | Nuoto            | 200 metri stile libero femminili       |
| Oro      | Kristin Armstrong | Ciclismo         | Cronometro femminile                   |
| Oro      | Maya DiRado Missy Franklin Katie Ledecky Melanie Margalis Cierra Runge Allison Schmitt Leah Smith | Nuoto            | 4x200 metri stile libero femminile     |
| Oro      | Simone Biles | Ginnastica       | Concorso individuale femminile         |
| Oro      | Kayla Harrison | Judo             | 78 kg femminile                        |
| Oro      | Ryan Murphy | Nuoto            | 200 metri dorso maschili               |
| Oro      | Michael Phelps | Nuoto            | 200 metri misti maschili               |
| Oro      | Simone Manuel | Nuoto            | 100 metri stile libero femminili       |
| Oro      | Michelle Carter | Atletica leggera | Getto del peso femminile               |
| Oro      | Anthony Ervin | Nuoto            | 50 metri stile libero maschili         |
| Oro      | Katie Ledecky | Nuoto            | 800 metri stile libero femminili       |
| Oro      | Maya DiRado | Nuoto            | 800 metri dorso femminili              |
| Oro      | Jeff Henderson | Atletica leggera | Salto in lungo maschile                |
| Oro      | Amanda Elmore Tessa Gobbo Elle Logan Meghan Musnicki Amanda Polk Emily Regan Lauren Schmetterling Kerry Simmonds Katelin Snyder                                                                              | Canottaggio      | Otto femminile                         |
| Oro      | Nathan Adrian Cody Miller Ryan Murphy Michael Phelps | Nuoto            | Staffetta 4x100 metri misti maschile   |
| Oro      | Kathleen Baker Lilly King Simone Manuel Dana Vollmer | Nuoto            | Staffetta 4x100 metri misti femminile  |
| Oro      | Simone Biles | Ginnastica       | Volteggio femminile                    |
| Oro      | Bethanie Mattek-Sands Jack Sock | Tennis           | Doppio misto                           |
| Oro      | Christian Taylor | Atletica leggera | Salto triplo maschile                  |
| Oro      | Simone Biles | Ginnastica       | Corpo libero femminile                 |
| Oro      | Brianna Rollins | Atletica leggera | 100 metri ostacoli                     |
| Oro      | Tianna Bartoletta | Atletica leggera | Salto in lungo femminile               |
| Oro      | Kerron Clement | Atletica leggera | 400 metri ostacoli maschili            |
| Oro      | Ryan Crouser | Atletica leggera | Getto del peso maschile                |
| Oro      | Ashton Eaton | Atletica leggera | Decathlon                              |
| Oro      | Dalilah Muhammad | Atletica leggera | 400 metri ostacoli femminili           |
| Oro      | Helen Maroulis | Lotta            | 53 kg femminile                        |
| Oro      | Tianna Bartoletta Tori Bowie Allyson Felix English Gardner | Atletica leggera | Staffetta 4×100 metri femminile        |
| Oro      | Connor Fields | Ciclismo         | BMX maschile                           |
| Oro      | Caroline Clark Kami Craig Rachel Fattal Aria Fischer Makenzie Fischer Kaleigh Gilchrist Samantha Hill Ashleigh Johnson Courtney Mathewson Madeline Musselman Kiley Neushul Melissa Seidemann Maggie Steffens | Pallanuoto       | Torneo femminile                       |
| Oro      | Matthew Centrowitz | Atletica leggera | 1500 metri maschili                    |
| Oro      | Arman Hall Tony McQuay LaShawn Merritt Gil Roberts | Atletica leggera | Staffetta 4×400 metri maschile         |
| Oro      | Allyson Felix Phyllis Francis Natasha Hastings Courtney Okolo | Atletica leggera | Staffetta 4×400 metri femminile        |
| Oro      | Seimone Augustus Sue Bird Tamika Catchings Tina Charles Elena Delle Donne Sylvia Fowles Brittney Griner Angel McCoughtry Maya Moore Breanna Stewart Diana Taurasi Lindsay Whalen                             | Pallacanestro    | Torneo femminile                       |
| Oro      | Gwen Jorgensen | Triathlon        | Gara femminile                         |
| Oro      | Carmelo Anthony Harrison Barnes Jimmy Butler DeMarcus Cousins DeMar DeRozan Kevin Durant Paul George Draymond Green Kyrie Irving DeAndre Jordan Kyle Lowry Klay Thompson                                     | Pallacanestro    | Torneo maschile                        |
| Oro      | Claressa Shields | Pugilato         | Pesi medi femminile                    |
| Oro      | Kyle Snyder | Lotta            | 97 kg maschile                         |

### Medaglie d'argento
| Medaglia | Nome                                                                                         | Sport            | Evento                               |
| -------- | -------------------------------------------------------------------------------------------- | ---------------- | ------------------------------------ |
| Argento  | Brady Ellison Zach Garrett Jake Kaminski                                                     | Tiro con l'arco  | Squadre maschile                     |
| Argento  | Chase Kalisz                                                                                 | Nuoto            | 400 metri misti maschili             |
| Argento  | Maya DiRado                                                                                  | Nuoto            | 400 metri misti femminili            |
| Argento  | Katie Ledecky Simone Manuel Lia Neal Allison Schmitt Dana Vollmer Amanda Weir Abbey Weitzeil | Nuoto            | 4x100 metri stile libero femminile   |
| Argento  | Alexander Massialas                                                                          | Scherma          | Fioretto individuale maschile        |
| Argento  | David Boudia Steele Johnson                                                                  | Tuffi            | Piattaforma 10 metri sincro maschile |
| Argento  | Kathleen Baker                                                                               | Nuoto            | 100 metri dorso femminili            |
| Argento  | Travis Stevens                                                                               | Judo             | 81 kg maschile                       |
| Argento  | Sam Dorman Michael Hixon                                                                     | Tuffi            | Trampolino 3 metri sincro maschile   |
| Argento  | Daryl Homer                                                                                  | Scherma          | Sciabola individuale maschile        |
| Argento  | Josh Prenot                                                                                  | Nuoto            | 200 metri rana maschili              |
| Argento  | Alexandra Raisman                                                                            | Ginnastica       | Concorso individuale femminile       |
| Argento  | Michael Phelps                                                                               | Nuoto            | 100 metri farfalla maschili          |
| Argento  | Tori Bowie                                                                                   | Atletica leggera | 100 metri femminili                  |
| Argento  | Kelly Catlin Chloé Dygert Sarah Hammer Jennifer Valente                                      | Ciclismo         | Inseguimento a squadre femminile     |
| Argento  | Gevvie Stone                                                                                 | Canottaggio      | Singolo femminile                    |
| Argento  | Connor Jaeger                                                                                | Nuoto            | 1500 metri stile libero maschili     |
| Argento  | Simone Manuel                                                                                | Nuoto            | 50 metri stile libero femminili      |
| Argento  | Justin Gatlin                                                                                | Atletica leggera | 100 metri maschili                   |
| Argento  | Madison Kocian                                                                               | Ginnastica       | Parallele asimmetriche               |
| Argento  | Rajeev Ram Venus Williams                                                                    | Tennis           | Doppio misto                         |
| Argento  | Allyson Felix                                                                                | Atletica leggera | 400 metri femminili                  |
| Argento  | Laurie Hernandez                                                                             | Ginnastica       | Trave                                |
| Argento  | Will Claye                                                                                   | Atletica leggera | Salto triplo maschile                |
| Argento  | Sarah Hammer                                                                                 | Ciclismo         | Omnium femminile                     |
| Argento  | Danell Leyva                                                                                 | Ginnastica       | Parallele simmetriche                |
| Argento  | Danell Leyva                                                                                 | Ginnastica       | Sbarra                               |
| Argento  | Alexandra Raisman                                                                            | Ginnastica       | Corpo libero femminile               |
| Argento  | Evan Jager                                                                                   | Atletica leggera | 3000 metri siepi maschili            |
| Argento  | Nia Ali                                                                                      | Atletica leggera | 100 metri ostacoli                   |
| Argento  | Brittney Reese                                                                               | Atletica leggera | Salto in lungo femminile             |
| Argento  | Lucy Davis Kent Farrington Beezie Madden McLain Ward                                         | Equitazione      | Salto ostacoli a squadre             |
| Argento  | Joe Kovacs                                                                                   | Atletica leggera | Getto del peso maschile              |
| Argento  | Sandi Morris                                                                                 | Atletica leggera | Salto con l'asta femminile           |
| Argento  | Alise Post                                                                                   | Ciclismo         | BMX femminile                        |
| Argento  | Paul Chelimo                                                                                 | Atletica leggera | 5000 metri maschili                  |
| Argento  | Shakur Stevenson                                                                             | Pugilato         | Pesi gallo                           |

### Medaglie di bronzo
| Medaglia | Nome | Sport                | Evento                           |
| -------- | --- | -------------------- | -------------------------------- |
| Bronzo   | Corey Cogdell | Tiro                 | Trap femminile                   |
| Bronzo   | Cody Miller | Nuoto                | 100 metri rana maschili          |
| Bronzo   | Leah Smith | Nuoto                | 400 metri stile libero femminili |
| Bronzo   | Dana Vollmer | Nuoto                | 100 metri farfalla femminili     |
| Bronzo   | Conor Dwyer | Nuoto                | 200 metri stile libero maschili  |
| Bronzo   | David Plummer | Nuoto                | 100 metri dorso maschili         |
| Bronzo   | Katie Meili | Nuoto                | 100 metri rana femminili         |
| Bronzo   | Phillip Dutton | Equitazione          | Concorso completo individuale    |
| Bronzo   | Maya DiRado | Nuoto                | 200 metri misti femminili        |
| Bronzo   | Nathan Adrian | Nuoto                | 100 metri stile libero maschili  |
| Bronzo   | Brady Ellison | Tiro con l'arco      | Individuale maschile             |
| Bronzo   | Nico Hernández | Pugilato             | Pesi mosca leggeri               |
| Bronzo   | Allison Brock Laura Graves Kasey Perry-Glass Steffen Peters | Equitazione          | Dressage a squadre               |
| Bronzo   | Miles Chamley-Watson Race Imboden Alexander Massialas Gerek Meinhardt | Scherma              | Fioretto a squadre maschile      |
| Bronzo   | Kim Rhode | Tiro a segno/al volo | Skeet femminile                  |
| Bronzo   | Nathan Adrian | Nuoto                | 50 metri stile libero maschili   |
| Bronzo   | Steve Johnson Jack Sock | Tennis               | Doppio maschile                  |
| Bronzo   | Monica Aksamit Ibtihaj Muhammad Dagmara Wozniak Mariel Zagunis | Scherma              | Sciabola a squadre femminile     |
| Bronzo   | LaShawn Merritt | Atletica leggera     | 400 metri maschili               |
| Bronzo   | Matt Kuchar | Golf                 | Individuale maschile             |
| Bronzo   | Alexander Naddour | Ginnastica           | Cavallo                          |
| Bronzo   | Sarah Robles | Sollevamento pesi    | +75 kg femminile                 |
| Bronzo   | Clayton Murphy | Atletica leggera     | 800 metri piani maschili         |
| Bronzo   | Sam Kendricks | Atletica leggera     | Salto con l'asta maschile        |
| Bronzo   | Emma Coburn | Atletica leggera     | 3000 metri siepi femminili       |
| Bronzo   | Simone Biles | Ginnastica           | Trave                            |
| Bronzo   | Jennifer Simpson | Atletica leggera     | 1500 metri femminili             |
| Bronzo   | Caleb Paine | Vela                 | Finn                             |
| Bronzo   | Tori Bowie | Atletica leggera     | 200 metri femminili              |
| Bronzo   | Kristi Castlin | Atletica leggera     | 100 metri ostacoli               |
| Bronzo   | April Ross Kerri Walsh Jennings | Beach volley         | Torneo femminile                 |
| Bronzo   | Ashley Spencer | Atletica leggera     | 400 metri ostacoli femminili     |
| Bronzo   | David Boudia | Tuffi                | Piattaforma 10 metri maschili    |
| Bronzo   | Jackie Galloway | Taekwondo            | +67 kg femminile                 |
| Bronzo   | Rachael Adams Foluke Akinradewo Kayla Banwarth Alisha Glass Christa Harmotto Kimberly Hill Jordan Larson Carli Lloyd Karsta Lowe Kelly Murphy Kelsey Robinson Courtney Thompson | Pallavolo            | Torneo femminile                 |
| Bronzo   | J'den Cox | Lotta                | 86 kg maschile                   |
| Bronzo   | Galen Rupp | Atletica leggera     | Maratona maschile                |
| Bronzo   | Matthew Anderson Micah Christenson Maxwell Holt Thomas Jaeschke David Lee William Priddy Aaron Russell Taylor Sander Erik Shoji Kawika Shoji David Smith Murphy Troy            | Pallavolo            | Torneo maschile                  |

### Statistiche
Plurimedagliati
| Nome                | Sport            |   |   |   | Totale |
| Michael Phelps      | Nuoto            | 5 | 1 | 0 | 6      |
| Katie Ledecky       | Nuoto            | 4 | 1 | 0 | 5      |
| Simone Biles        | Ginnastica       | 4 | 0 | 1 | 5      |
| Simone Manuel       | Nuoto            | 2 | 2 | 0 | 4      |
| Maya DiRado         | Nuoto            | 2 | 1 | 1 | 4      |
| Nathan Adrian       | Nuoto            | 2 | 0 | 2 | 4      |
| Ryan Murphy         | Nuoto            | 3 | 0 | 0 | 3      |
| Allyson Felix       | Atletica leggera | 2 | 1 | 0 | 3      |
| Alexandra Raisman   | Ginnastica       | 1 | 2 | 0 | 3      |
| Tori Bowie          | Atletica leggera | 1 | 1 | 1 | 3      |
| Dana Vollmer        | Nuoto            | 1 | 1 | 1 | 3      |
| Tianna Bartoletta   | Atletica leggera | 2 | 0 | 0 | 2      |
| Kathleen Baker      | Nuoto            | 1 | 1 | 0 | 2      |
| Laurie Hernandez    | Ginnastica       | 1 | 1 | 0 | 2      |
| Madison Kocian      | Ginnastica       | 1 | 1 | 0 | 2      |
| Allison Schmitt     | Nuoto            | 1 | 1 | 0 | 2      |
| Conor Dwyer         | Nuoto            | 1 | 0 | 1 | 2      |
| LaShawn Merritt     | Atletica leggera | 1 | 0 | 1 | 2      |
| Cody Miller         | Nuoto            | 1 | 0 | 1 | 2      |
| Jack Sock           | Tennis           | 1 | 0 | 1 | 2      |
| Leah Smith          | Nuoto            | 1 | 0 | 1 | 2      |
| Sarah Hammer        | Ciclismo         | 0 | 2 | 0 | 2      |
| Danell Leyva        | Ginnastica       | 0 | 2 | 0 | 2      |
| David Boudia        | Tuffi            | 0 | 1 | 1 | 2      |
| Brady Ellison       | Tiro con l'arco  | 0 | 1 | 1 | 2      |
| Alexander Massialas | Scherma          | 0 | 1 | 1 | 2      |

Medaglie per genere
| Genere |    |    |    | Totale |
| Uomini | 18 | 18 | 20 | 56     |
| Donne  | 27 | 17 | 17 | 61     |
| Miste  | 1  | 2  | 1  | 4      |
| Totale | 46 | 37 | 38 | 121    |

## Delegazione
| Sport               | Uomini | Donne | Totale |
| ------------------- | ------ | ----- | ------ |
| Atletica leggera    | 64     | 65    | 129    |
| Badminton           | 3      | 4     | 7      |
| Beach volley        | 4      | 2     | 6      |
| Calcio              | 0      | 18    | 18     |
| Canoa/Kayak         | 3      | 2     | 5      |
| Canottaggio         | 21     | 20    | 41     |
| Ciclismo            | 8      | 13    | 21     |
| Equitazione         | 6      | 6     | 12     |
| Ginnastica          | 6      | 12    | 18     |
| Golf                | 4      | 3     | 7      |
| Hockey su prato     | 0      | 16    | 16     |
| Judo                | 3      | 3     | 6      |
| Lotta               | 10     | 4     | 14     |
| Nuoto               | 25     | 22    | 47     |
| Nuoto sincronizzato | -      | 2     | 2      |
| Pallacanestro       | 12     | 12    | 24     |
| Pallanuoto          | 13     | 13    | 26     |
| Pallavolo           | 16     | 16    | 32     |
| Pentathlon moderno  | 1      | 2     | 3      |
| Pugilato            | 6      | 2     | 8      |
| Rugby a 7           | 12     | 12    | 24     |
| Scherma             | 6      | 8     | 14     |
| Sollevamento pesi   | 1      | 3     | 4      |
| Taekwondo           | 2      | 2     | 4      |
| Tennis              | 5      | 6     | 11     |
| Tennistavolo        | 3      | 3     | 6      |
| Tiro                | 13     | 7     | 20     |
| Tiro con l'arco     | 3      | 1     | 4      |
| Triathlon           | 3      | 3     | 6      |
| Tuffi               | 5      | 5     | 10     |
| Vela                | 8      | 7     | 15     |
| Totale              | 262    | 292   | 554    |

## Atletica leggera

### Uomini
Eventi su pista e strada
| Atleta                                                                              | Evento         | Batteria  | Batteria  | Semifinale      | Semifinale      | Finale          | Finale          |
| Atleta                                                                              | Evento         | Risultato | Posizione | Risultato       | Posizione       | Risultato       | Posizione       |
| ----------------------------------------------------------------------------------- | -------------- | --------- | --------- | --------------- | --------------- | --------------- | --------------- |
| Marvin Bracy                                                                        | 100 m          | 10"16     | 15º q     | 10"08           | 14º             | non qualificato | non qualificato |
| Trayvon Bromell                                                                     | 100 m          | 10"13     | 8º Q      | 10"01           | 7º q            | 10"06           | 8º              |
| Justin Gatlin                                                                       | 100 m          | 10"01     | 1º Q      | 9"94            | 3º Q            | 9"89            | Argento         |
| Justin Gatlin                                                                       | 200 m          | 20"42     | 25º Q     | 20"13           | 9º              | non qualificato | non qualificato |
| LaShawn Merritt                                                                     | 200 m          | 20"15     | 4º Q      | 19"94           | 3º Q            | 20"19           | 6º              |
| Ameer Webb                                                                          | 200 m          | 20"31     | 19º q     | 20"43           | 19º             | non qualificato | non qualificato |
| LaShawn Merritt                                                                     | 400 m          | 45"28     | 11º Q     | 44"21           | 2º Q            | 43"85           | Bronzo          |
| Gil Roberts                                                                         | 400 m          | 45"27     | 10º Q     | 44"65           | 9º              | non qualificato | non qualificato |
| David Verburg                                                                       | 400 m          | 45"48     | 15º q     | 45"61           | 20º             | non qualificato | non qualificato |
| Boris Berian                                                                        | 800 m          | 1'45"87   | 6º Q      | 1'44"56         | 6º Q            | 1'46"15         | 8º              |
| Charles Jock                                                                        | 800 m          | 1'47"06   | 24º       | non qualificato | non qualificato | non qualificato | non qualificato |
| Clayton Murphy                                                                      | 800 m          | 1'46"18   | 12º q     | 1'44"30         | 4º Q            | 1'42"93         | Bronzo          |
| Robby Andrews                                                                       | 1500 m         | 3'46"97   | 27º Q     | squalificato    | squalificato    | non qualificato | non qualificato |
| Ben Blankenship                                                                     | 1500 m         | 3'38"92   | 9º q      | 3'39"99         | 7º Q            | 3'51"09         | 8º              |
| Matthew Centrowitz Jr.                                                              | 1500 m         | 3'39"31   | 15º Q     | 3'39"61         | 3º Q            | 3'50"00         | Oro             |
| Paul Chelimo                                                                        | 5000 m         | 13'19"54  | 1º Q      | N.D.            | N.D.            | 13'03"90        | Argento         |
| Bernard Lagat                                                                       | 5000 m         | 13'26"02  | 17º Q     | N.D.            | N.D.            | 13'06"78        | 5º              |
| Hassan Mead                                                                         | 5000 m         | 13'34"27  | 29º       | non qualificato | non qualificato | non qualificato | non qualificato |
| Shadrack Kipchirchir                                                                | 10000 m        | N.D.      | N.D.      | N.D.            | N.D.            | 27'58"32        | 19º             |
| Leonard Korir                                                                       | 10000 m        | N.D.      | N.D.      | N.D.            | N.D.            | 27'35"65        | 14º             |
| Galen Rupp                                                                          | 10000 m        | N.D.      | N.D.      | N.D.            | N.D.            | 27'08"92        | 5º              |
| Devon Allen                                                                         | 110 m ostacoli | 13"41     | 7º Q      | 13"36           | 6º q            | 13"31           | 5º              |
| Ronnie Ash                                                                          | 110 m ostacoli | 13"31     | 2º Q      | 13"36           | 6º Q            | squalificato    | squalificato    |
| Jeffrey Porter                                                                      | 110 m ostacoli | 13"50     | 8º Q      | 13"45           | 10º             | non qualificato | non qualificato |
| Kerron Clement                                                                      | 400 m ostacoli | 49"17     | 16º Q     | 48"26           | 1º Q            | 47"73           | Oro             |
| Byron Robinson                                                                      | 400 m ostacoli | 48"98     | 12º Q     | 48"65           | 8º              | non qualificato | non qualificato |
| Michael Tinsley                                                                     | 400 m ostacoli | 50"18     | 37º       | non qualificato | non qualificato | non qualificato | non qualificato |
| Hillary Bor                                                                         | 3000 m siepi   | 8'25"01   | 6º Q      | N.D.            | N.D.            | 8'22"74         | 7º              |
| Donald Cabral                                                                       | 3000 m siepi   | 8'21"96   | 3º Q      | N.D.            | N.D.            | 8'25"81         | 8º              |
| Evan Jager                                                                          | 3000 m siepi   | 8'25"86   | 9º Q      | N.D.            | N.D.            | 8'04"28         | Argento         |
| Marvin Bracy Trayvon Bromell Christian Coleman Justin Gatlin Tyson Gay Mike Rodgers | 4×100 m        | 37"65     | 1º Q      | N.D.            | N.D.            | squalificati    | squalificati    |
| Arman Hall Tony McQuay LaShawn Merritt Gil Roberts                                  | 4×400 m        | 2'58"38   | 2º Q      | N.D.            | N.D.            | 2'57"30         | Oro             |
| Mebrahtom Keflezighi                                                                | Maratona       | N.D.      | N.D.      | N.D.            | N.D.            | 2h16'46"        | 33º             |
| Galen Rupp                                                                          | Maratona       | N.D.      | N.D.      | N.D.            | N.D.            | 2h10'05"        | Bronzo          |
| Jared Ward                                                                          | Maratona       | N.D.      | N.D.      | N.D.            | N.D.            | 2h11'30"        | 6º              |
| John Nunn                                                                           | Marcia 50 km   | N.D.      | N.D.      | N.D.            | N.D.            | 4h16'12         | 43º             |

Eventi su campo
| Atleta           | Evento                 | Qualificazione | Qualificazione | Finale          | Finale          |
| Atleta           | Evento                 | Risultato      | Posizione      | Risultato       | Posizione       |
| ---------------- | ---------------------- | -------------- | -------------- | --------------- | --------------- |
| Bradley Adkins   | Salto in alto          | 2,26 m         | 21º            | non qualificato | non qualificato |
| Erik Kynard      | Salto in alto          | 2,29 m         | 5º Q           | 2,33 m          | 6º              |
| Ricky Robertson  | Salto in alto          | 2,26 m         | 9º             | non qualificato | non qualificato |
| Logan Cunningham | Salto con l'asta       | 5,30 m         | 28º            | non qualificato | non qualificato |
| Sam Kendricks    | Salto con l'asta       | 5,70 m         | 1º Q           | 5,85 m          | Bronzo          |
| Cale Simmons     | Salto con l'asta       | 5,30 m         | 28º            | non qualificato | non qualificato |
| Jeff Henderson   | Salto in lungo         | 8,30 m         | 2º Q           | 8,38 m          | Oro             |
| Jarrion Lawson   | Salto in lungo         | 7,99 m         | 7º Q           | 8,25 m          | 4º              |
| Mike Hartfield   | Salto in lungo         | 7,66 m         | 25º            | non qualificato | non qualificato |
| Chris Benard     | Salto triplo           | 16,55 m        | 16º            | non qualificato | non qualificato |
| Will Claye       | Salto triplo           | 17,05 m        | 3º Q           | 17,76 m         | Argento         |
| Christian Taylor | Salto triplo           | 17,24 m        | 1º Q           | 17,86 m         | Oro             |
| Ryan Crouser     | Getto del peso         | 21,59 m        | 1º Q           | 22,52 m         | Oro             |
| Darrell Hill     | Getto del peso         | 19,56 m        | 23º            | non qualificato | non qualificato |
| Joe Kovacs       | Getto del peso         | 20,73 m        | 5º Q           | 21,78 m         | Argento         |
| Tavis Bailey     | Lancio del disco       | 59,81 m        | 26º            | non qualificato | non qualificato |
| Andrew Evans     | Lancio del disco       | 61,87 m        | 16º            | non qualificato | non qualificato |
| Mason Finley     | Lancio del disco       | 63,68 m        | 6º Q           | 62,05 m         | 11º             |
| Kibwe Johnson    | Lancio del martello    | lanci nulli    | lanci nulli    | non qualificato | non qualificato |
| Conor McCullough | Lancio del martello    | 72,88 m        | 16º            | non qualificato | non qualificato |
| Rudy Winkler     | Lancio del martello    | 71,89 m        | 18º            | non qualificato | non qualificato |
| Sam Crouser      | Lancio del giavellotto | 73,78 m        | 34º            | non qualificato | non qualificato |
| Sean Furey       | Lancio del giavellotto | 72,61 m        | 35º            | non qualificato | non qualificato |
| Cyrus Hostetler  | Lancio del giavellotto | 79,76 m        | 20º            | non qualificato | non qualificato |

Eventi multipli
| Atleta       | Evento    | 100 m     | Lungo       | Peso        | Alto       | 400 m      | 110 ost.   | Disco       | Asta       | Giav.       | 1500 m      | Punteggio totale | Posizione |
| ------------ | --------- | --------- | ----------- | ----------- | ---------- | ---------- | ---------- | ----------- | ---------- | ----------- | ----------- | ---------------- | --------- |
| Ashton Eaton | Decathlon | 10"46 985 | 7,94 m 1045 | 14,73 m 773 | 2,01 m 813 | 46"07 1005 | 13"80 1000 | 45,49 m 777 | 5,20 m 972 | 59,77 m 734 | 4'23"33 789 | 8893             | Oro       |
| Zach Ziemek  | Decathlon | 10"71 926 | 7,49 m 932  | 13,44 m 694 | 2,10 m 896 | 49"83 822  | 14"77 878  | 49,42 m 858 | 5,20 972   | 60,92 m 752 | 4'42"97 662 | 8392             | 7º        |
| Jeremy Taiwo | Decathlon | 11"01 858 | 7,45 m 922  | 14,92 m 785 | 2,19 m 982 | 48"78 872  | 14"57 902  | 39,91 m 663 | 5,00 m 910 | 51,29 m 608 | 4'21"96 798 | 8300             | 11º       |

### Donne
Eventi su pista e strada
| Atleta                                                        | Evento         | Batteria  | Batteria  | Semifinale      | Semifinale      | Finale          | Finale          |
| Atleta                                                        | Evento         | Risultato | Posizione | Risultato       | Posizione       | Risultato       | Posizione       |
| ------------------------------------------------------------- | -------------- | --------- | --------- | --------------- | --------------- | --------------- | --------------- |
| Tianna Bartoletta                                             | 100 m          | 11"23     | 12ª Q     | 11"00           | 9ª              | non qualificata | non qualificata |
| Tori Bowie                                                    | 100 m          | 11"13     | 6ª Q      | 10"90           | 3ª Q            | 10"83           | Argento         |
| English Gardner                                               | 100 m          | 11"09     | 5ª Q      | 10"90           | 3ª Q            | 10"94           | 7ª              |
| Tori Bowie                                                    | 200 m          | 22"47     | 3ª Q      | 22"13           | 2ª Q            | 22"15           | Bronzo          |
| Jenna Prandini                                                | 200 m          | 22"62     | 8ª Q      | 22"55           | 10ª             | non qualificata | non qualificata |
| Deajah Stevens                                                | 200 m          | 22"45     | 2ª Q      | 22"38           | 6ª Q            | 22"65           | 7ª              |
| Allyson Felix                                                 | 400 m          | 51"24     | 6ª Q      | 49"67           | 1ª Q            | 49"51           | Argento         |
| Phyllis Francis                                               | 400 m          | 50"58     | 1ª Q      | 50"31           | 5ª Q            | 50"41           | 5ª              |
| Natasha Hastings                                              | 400 m          | 51"31     | 9ª Q      | 49"90           | 3ª Q            | 50"34           | 4ª              |
| Kate Grace                                                    | 800 m          | 1'59"96   | 16ª q     | 1'58"79         | 3ª q            | 1'59"57         | 8ª              |
| Chrishuna Williams                                            | 800 m          | 2'01"19   | 35ª       | non qualificata | non qualificata | non qualificata | non qualificata |
| Ajeé Wilson                                                   | 800 m          | 1'59"44   | 7ª Q      | 1'59"75         | 12ª             | non qualificata | non qualificata |
| Brenda Martinez                                               | 1500 m         | 4'11"74   | 26ª Q     | 4'10"41         | 21ª             | non qualificata | non qualificata |
| Shannon Rowbury                                               | 1500 m         | 4'06"47   | 2ª Q      | 4'04"46         | 6ª Q            | 4'11"05         | 4ª              |
| Jennifer Simpson                                              | 1500 m         | 4'06"99   | 10ª Q     | 4'05"07         | 7ª Q            | 4'10"53         | Bronzo          |
| Kim Conley                                                    | 5000 m         | 15'36"00  | 23ª       | N.D.            | N.D.            | non qualificata | non qualificata |
| Abbey D’Agostino                                              | 5000 m         | 17'10"02  | 30ª q     | N.D.            | N.D.            | NP              | NP              |
| Shelby Houlihan                                               | 5000 m         | 15'19"76  | 10ª Q     | N.D.            | N.D.            | 15'08"89        | 12ª             |
| Marielle Hall                                                 | 10000 m        | N.D.      | N.D.      | N.D.            | N.D.            | 32'39"32        | 33ª             |
| Molly Huddle                                                  | 10000 m        | N.D.      | N.D.      | N.D.            | N.D.            | 30'13"17        | 6ª              |
| Emily Infeld                                                  | 10000 m        | N.D.      | N.D.      | N.D.            | N.D.            | 31'26"94        | 11ª             |
| Nia Ali                                                       | 100 m ostacoli | 12"76     | 6ª Q      | 12"65           | 4ª Q            | 12"59           | Argento         |
| Kristi Castlin                                                | 100 m ostacoli | 12"68     | 2ª Q      | 12"63           | 2ª Q            | 12"61           | Bronzo          |
| Brianna Rollins                                               | 100 m ostacoli | 12"54     | 1ª Q      | 12"47           | 1ª Q            | 12"48           | Oro             |
| Sydney McLaughlin                                             | 400 m ostacoli | 56"32     | 21ª q     | 56"22           | 17ª             | non qualificata | non qualificata |
| Dalilah Muhammad                                              | 400 m ostacoli | 55"33     | 4ª Q      | 53"89           | 1ª Q            | 53"13           | Oro             |
| Ashley Spencer                                                | 400 m ostacoli | 55"12     | 2ª Q      | 54"87           | 5ª Q            | 53"72           | Bronzo          |
| Emma Coburn                                                   | 3000 m siepi   | 9'18"12   | 3ª Q      | N.D.            | N.D.            | 9'07"63         | Bronzo          |
| Courtney Frerichs                                             | 3000 m siepi   | 9'27"02   | 12ª q     | N.D.            | N.D.            | 9'22"87         | 11ª             |
| Colleen Quigley                                               | 3000 m siepi   | 9'21"82   | 8ª Q      | N.D.            | N.D.            | 9'21"10         | 8ª              |
| Tianna Bartoletta Tori Bowie Allyson Felix English Gardner    | 4×100 m        | 41"77     | 1ª q      | N.D.            | N.D.            | 41"01           | Oro             |
| Allyson Felix Phyllis Francis Natasha Hastings Courtney Okolo | 4×400 m        | 3'21"42   | 1ª Q      | N.D.            | N.D.            | 3'19"06         | Oro             |
| Amy Cragg                                                     | Maratona       | N.D.      | N.D.      | N.D.            | N.D.            | 2h28'25"        | 9ª              |
| Shalane Flanagan                                              | Maratona       | N.D.      | N.D.      | N.D.            | N.D.            | 2h25'26"        | 6ª              |
| Desiree Linden                                                | Maratona       | N.D.      | N.D.      | N.D.            | N.D.            | 2h26'08"        | 7ª              |
| Miranda Melville                                              | Marcia 20 km   | N.D.      | N.D.      | N.D.            | N.D.            | 1h35'48"        | 34ª             |
| Maria Michta-Coffey                                           | Marcia 20 km   | N.D.      | N.D.      | N.D.            | N.D.            | 1h33'36"        | 22ª             |

Eventi su campo
| Atleta            | Evento                 | Qualificazione | Qualificazione | Finale          | Finale          |
| Atleta            | Evento                 | Risultato      | Posizione      | Risultato       | Posizione       |
| ----------------- | ---------------------- | -------------- | -------------- | --------------- | --------------- |
| Tianna Bartoletta | Salto in lungo         | 6,70 m         | 5ª q           | 7,17 m          | Oro             |
| Janay DeLoach     | Salto in lungo         | 6,50 m         | 13ª            | non qualificata | non qualificata |
| Brittney Reese    | Salto in lungo         | 6,78 m         | 3ª Q           | 7,15 m          | Argento         |
| Christina Epps    | Salto triplo           | 14,01 m        | 15ª            | non qualificata | non qualificata |
| Andrea Geubelle   | Salto triplo           | 13,93 m        | 21ª            | non qualificata | non qualificata |
| Keturah Orji      | Salto triplo           | 14,08 m        | 12ª q          | 14,71 m         | 4ª              |
| Vashti Cunningham | Salto in alto          | 1,94 m         | 15ª Q          | 1,88 m          | 13ª             |
| Chaunté Lowe      | Salto in alto          | 1,94 m         | 1ª Q           | 1,97 m          | 4ª              |
| Inika McPherson   | Salto in alto          | 1,94 m         | 1ª Q           | 1,93 m          | 10ª             |
| Sandi Morris      | Salto con l'asta       | 4,55 m         | 8ª q           | 4,85 m          | Argento         |
| Jennifer Suhr     | Salto con l'asta       | 4,60 m         | 2ª Q           | 4,60 m          | 7ª              |
| Alexis Weeks      | Salto con l'asta       | 4,45 m         | 19ª            | non qualificata | non qualificata |
| Michelle Carter   | Getto del peso         | 19,01 m        | 3ª Q           | 20,63 m         | Oro             |
| Felisha Johnson   | Getto del peso         | 17,69 m        | 14ª            | non qualificata | non qualificata |
| Raven Saunders    | Getto del peso         | 18,83 m        | 4ª             | 19,35 m         | 5ª              |
| Whitney Ashley    | Lancio del disco       | lanci nulli    | lanci nulli    | non qualificata | non qualificata |
| Kelsey Card       | Lancio del disco       | 56,41 m        | 25ª            | non qualificata | non qualificata |
| Shelbi Vaughan    | Lancio del disco       | 53,33 m        | 29ª            | non qualificata | non qualificata |
| Brittany Borman   | Lancio del giavellotto | 56,04 m        | 27ª            | non qualificata | non qualificata |
| Maggie Malone     | Lancio del giavellotto | 56,47 m        | 25ª            | non qualificata | non qualificata |
| Kara Winger       | Lancio del giavellotto | 61,02 m        | 13ª            | non qualificata | non qualificata |
| Gwen Berry        | Lancio del martello    | 69,90 m        | 14ª            | non qualificata | non qualificata |
| Amber Campbell    | Lancio del martello    | 71,09 m        | 8ª q           | 72,74 m         | 6ª              |
| Deanna Price      | Lancio del martello    | 70,79 m        | 9ª q           | 70,95 m         | 8ª              |

Eventi multipli
| Atleta              | Evento    | 100 m ost.   | Alto        | Peso        | 200 m     | Lungo      | Giav        | 800 m        | Punteggio totale | Posizione |
| ------------------- | --------- | ------------ | ----------- | ----------- | --------- | ---------- | ----------- | ------------ | ---------------- | --------- |
| Heather Miller-Koch | Epthatlon | 13,56 m 1041 | 1,80 m 978  | 12,91 m 721 | 24"97 890 | 6,16 m 899 | 40,25 m 672 | 2'06"82 1012 | 6213             | 18ª       |
| Barbara Nwaba       | Epthatlon | 13,81 m 1005 | 1,83 m 1016 | 14,81 m 848 | 24"77 908 | 5,81 m 792 | 46,85 m 799 | 2'11"61 941  | 6309             | 12ª       |
| Kendell Williams    | Epthatlon | 13,04 m 1118 | 1,83 m 1016 | 11,21 m 609 | 24"09 972 | 6,31 m 946 | 40,93 m 685 | 2'16"24 875  | 6211             | 17ª       |

## Badminton
| Atleta                           | Evento            | Girone                | Girone                      | Girone                      | Girone | Ottavi               | Quarti               | Semifinale           | Finale               | Finale          |
| Atleta                           | Evento            | Avversario Punteggio  | Avversario Punteggio        | Avversario Punteggio        | Pos.   | Avversario Punteggio | Avversario Punteggio | Avversario Punteggio | Avversario Punteggio | Pos.            |
| -------------------------------- | ----------------- | --------------------- | --------------------------- | --------------------------- | ------ | -------------------- | -------------------- | -------------------- | -------------------- | --------------- |
| Howard Shu                       | Singolo maschile  | Sugiarto (INA) P 0-2  | Guerrero (CUB) P 0-2        | N.D.                        | 3º     | non qualificato      | non qualificato      | non qualificato      | non qualificato      | non qualificato |
| Iris Wang                        | Singolo femminile | Tan (BEL) V 2-1       | Santos (POR) V 2-1          | Li (CHN) P 0-2              | 2ª     | non qualificata      | non qualificata      | non qualificata      | non qualificata      | non qualificata |
| Phillip Chew Sattawat Pongnairat | Doppio maschile   | Fu/Zhang (CHN) P 0-2  | Goh/Tan (MAS) P 0-2         | Fuchs/Schöttler (DEU) P 0-2 | 4º     | N.D.                 | non qualificati      | non qualificati      | non qualificati      | non qualificati |
| Eva Lee Paula Lynn Obanana       | Doppio femminile  | Jung/Shin (KOR) P 0-2 | Juhl/Pedersen (DEN) P 0-2   | Luo Y/Luo Yu (CHN) P 0-2    | 4ª     | N.D.                 | non qualificate      | non qualificate      | non qualificate      | non qualificate |
| Phillip Chew Jamie Subandhi      | Doppio misto      | Ko/Kim (KOR) P 0-2    | Kazuno/Kurihara (JPN) P 0-2 | Arends/Piek (NLD) P 0-2     | 4º     | N.D.                 | non qualificati      | non qualificati      | non qualificati      | non qualificati |

## Beach volley
| Atleti                          | Evento           | Qualificazione | Classifica | Ottavi di finale                     | Quarti di finale                 | Semifinale                       | Finale / Finale per il bronzo    | Finale / Finale per il bronzo |
| Atleti                          | Evento           | Avversari Risultato                                                                                               | Classifica | Avversari Risultato                  | Avversari Risultato              | Avversari Risultato              | Avversari Risultato              | Posizione                     |
| ------------------------------- | ---------------- | --- | ---------- | ------------------------------------ | -------------------------------- | -------------------------------- | -------------------------------- | ----------------------------- |
| Phil Dalhausser Nick Lucena     | Torneo maschile  | Girone C Naceur – Salah (TUN) V (2 – 0) Ontiveros – Virgen (MEX) V (2 – 0) Lupo – Nicolai (ITA) V (2 – 1)         | 1º Q       | Huber – Seidl (AUT) V (2 – 0)        | Alison – Schmidt (BRA) P (1 – 2) | non qualificati                  | non qualificati                  | non qualificati               |
| Jake Gibb Casey Patterson       | Torneo maschile  | Girone F Jefferson – Cherif (QAT) V (2 – 0) Huber – Seidl (AUT) P (0 – 2) Gavira – Herrera (ESP) P (1 – 2)        | 4º         | non qualificati                      | non qualificati                  | non qualificati                  | non qualificati                  | non qualificati               |
| Lauren Fendrick Brooke Sweat    | Torneo femminile | Girone A Brzostek – Kołosińska (POL) P (1 – 2) Antunes – França (Bra) P (0 – 2) Birlova – Ukolova (RUS) P (1 – 2) | 4º         | non qualificate                      | non qualificate                  | non qualificate                  | non qualificate                  | non qualificate               |
| April Ross Kerri Walsh Jennings | Torneo femminile | Girone C Artacho – Laird (AUS) V (2 – 0) W. Fan – Y. Yuan (CHN) V (2 – 0) Forrer – Vergé-Dépré (SUI) V (2 – 1)    | 1º Q       | Menegatti – Giombini (ITA) V (2 – 0) | Bawden – Clancy (AUS) V (2 – 0)  | Ágatha – Bárbara (BRA) P (0 – 2) | Larissa – Talita (BRA) V (2 – 1) | Bronzo                        |

## Calcio

### Femminile
Rosa
| N° | Naz.                   | Ruolo | Sportivo           | Anno |  |  | Squadra di club   |  |
| -- | ---------------------- | ----- | ------------------ | ---- |  |  | ----------------- |  |
| 1  | Stati Uniti (bandiera) | P     | Hope Solo          | 1981 |  |  | Seattle Reign     |  |
| 2  | Stati Uniti (bandiera) | A     | Mallory Pugh       | 1998 |  |  | UCLA Bruins       |  |
| 3  | Stati Uniti (bandiera) | C     | Allie Long         | 1987 |  |  | Portland Thorns   |  |
| 4  | Stati Uniti (bandiera) | D     | Becky Sauerbrunn   | 1985 |  |  | FC Kansas City    |  |
| 5  | Stati Uniti (bandiera) | D     | Kelly O'Hara       | 1988 |  |  | Sky Blue          |  |
| 6  | Stati Uniti (bandiera) | D     | Whitney Engen      | 1987 |  |  | Boston Breakers   |  |
| 7  | Stati Uniti (bandiera) | D     | Meghan Klingerberg | 1988 |  |  | Portland Thorns   |  |
| 8  | Stati Uniti (bandiera) | D     | Julie Johnston     | 1988 |  |  | Chicago Stars     |  |
| 9  | Stati Uniti (bandiera) | C     | Lindsey Horan      | 1994 |  |  | Portland Thorns   |  |
| 10 | Stati Uniti (bandiera) | C     | Carli Lloyd        | 1982 |  |  | Houston Dash      |  |
| 11 | Stati Uniti (bandiera) | D     | Ali Krieger        | 1984 |  |  | Washington Spirit |  |
| 12 | Stati Uniti (bandiera) | A     | Christen Press     | 1994 |  |  | Chicago Stars     |  |
| 13 | Stati Uniti (bandiera) | A     | Alex Morgan        | 1989 |  |  | Orlando Pride     |  |
| 14 | Stati Uniti (bandiera) | C     | Morgan Brian       | 1993 |  |  | Houston Dash      |  |
| 15 | Stati Uniti (bandiera) | C     | Megan Rapinoe      | 1985 |  |  | Seattle Reign     |  |
| 16 | Stati Uniti (bandiera) | A     | Crystal Dunn       | 1992 |  |  | Washington Spirit |  |

Fase a gironi - Gruppo G
| Arbitro: | Monzul' |

|                     |           |  |
| Lloyd 9’ Morgan 46’ | Marcatori |  |

| Arbitro: | Umpierrez |

|           |           |  |
| Lloyd 63’ | Marcatori |  |

| Arbitro: | Albon |

|               |           |                   |
| Usme 26’, 90’ | Marcatori | 42’ Dunn 60’ Pugh |

| Pos. | Squadra       | Pt | G | V | N | P | GF | GS | DR |
| ---- | ------------- | -- | - | - | - | - | -- | -- | -- |
| 1    | Stati Uniti   | 7  | 3 | 2 | 1 | 0 | 5  | 2  | +3 |
| 2    | Francia       | 6  | 3 | 2 | 0 | 1 | 7  | 1  | +6 |
| 3    | Nuova Zelanda | 3  | 3 | 1 | 0 | 2 | 1  | 5  | -4 |
| 4    | Colombia      | 1  | 3 | 0 | 1 | 2 | 2  | 7  | -5 |

Quarti di finale
| Arbitro: | Anna-Marie Keighley |

|                                |                      |                                          |
| Alex Morgan 77'                | Marcatori            | 61' Stina Blackstenius                   |
| Morgan Horan Lloyd Brian Press | Tiri di rigore 3 – 4 | Schelin Asllani Sembrant Seger Dahlkvist |

 Stati Uniti: eliminati ai quarti di finale.

## Canoa/kayak

### Slalom
| Atleta                      | Evento       | Qualificazioni | Qualificazioni | Qualificazioni | Qualificazioni | Qualificazioni | Qualificazioni | Semifinali | Semifinali | Semifinali | Finale          | Finale          | Finale          |
| Atleta                      | Evento       | 1ª manche      | Pos.           | 2ª manche      | Pos.           | Migliore       | Posizione      | Penalità   | Tempo      | Posizione  | Penalità        | Tempo           | Posizione       |
| --------------------------- | ------------ | -------------- | -------------- | -------------- | -------------- | -------------- | -------------- | ---------- | ---------- | ---------- | --------------- | --------------- | --------------- |
| Casey Eichfeld              | C1 maschile  | 100"02         | 8º             | 101"23         | 10º            | 100"02         | 12º Q          | 2"         | 101"23     | 10º Q      | 4"              | 99"69           | 7º              |
| Casey Eichfeld Devin McEwan | C2 maschile  | 112"33         | 8º             | 117"19         | 9º             | 112"33         | 10º Q          | 2"         | 116"26     | 10º Q      | 8"              | 117"85          | 10º             |
| Michal Smolen               | K1 maschile  | 92"96          | 11º            | 90"13          | 6º             | 90"13          | 10º Q          | 2"         | 97"87      | 12º        | Non qualificato | Non qualificato | Non qualificato |
| Ashley Nee                  | K1 femminile | 113"15         | 14ª            | 105"60         | 6ª             | 105"60         | 9ª Q           | 4"         | 116"59     | 14ª        | Non qualificata | Non qualificata | Non qualificata |

### Velocità
| Atleta       | Evento             | Batteria | Batteria   | Semifinale      | Semifinale      | Finale          | Finale          |
| Atleta       | Evento             | Tempo    | Classifica | Tempo           | Classifica      | Tempo           | Classifica      |
| ------------ | ------------------ | -------- | ---------- | --------------- | --------------- | --------------- | --------------- |
| Maggie Hogan | K1 200 m femminile | 44"668   | 7ª         | Non qualificata | Non qualificata | Non qualificata | Non qualificata |
| Maggie Hogan | K1 500 m femminile | 1'58"970 | 6ª         | Non qualificata | Non qualificata | Non qualificata | Non qualificata |

## Canottaggio
| FA   | Qualificato in finale A (per le medaglie)     |
| FB   | Qualificato in finale B (non per le medaglie) |
| FC   | Qualificato in finale C (non per le medaglie) |
| FD   | Qualificato in finale D (non per le medaglie) |
| FE   | Qualificato in finale E (non per le medaglie) |
| FF   | Qualificato in finale F (non per le medaglie) |
| SA/B | Semifinali A/B                                |
| SC/D | Semifinali C/D                                |
| SE/F | Semifinali E/F                                |
| QF   | Qualificato ai quarti di finale               |
| R    | Ripescaggio                                   |

Maschile
| Atleta | Evento                   | Batteria | Batteria  | Ripescaggio | Ripescaggio | Semifinali | Semifinali | Finale  | Finale    |
| Atleta | Evento                   | Tempo    | Posizione | Tempo       | Posizione   | Tempo      | Posizione  | Tempo   | Posizione |
| --- | ------------------------ | -------- | --------- | ----------- | ----------- | ---------- | ---------- | ------- | --------- |
| Nareg Guregian Anders Weiss | 2 senza                  | 6'49"97  | 4ª R      | 6'36"60     | 3º SA/B     | 6'33"95    | 5º FB      | 7'10"60 | 11º       |
| Andrew Campbell Joshua Konieczny                                                                                               | 2 di coppia pesi leggeri | 6'26"56  | 2ª SA/B   | Bye         | Bye         | 6'35"19    | 2º FA      | 6'35"07 | 5º        |
| Charlie Cole Henrik Rummel Matt Miller Seth Weil                                                                               | 4 senza                  | 5'58"31  | 3ª SA/B   | Bye         | Bye         | 6'19"08    | 4º FB      | 5'59"20 | 7º        |
| Anthony Fahden Edward King Tyler Nase Robin Prendes                                                                            | 4 senza pesi leggeri     | 6'05"61  | 2ª SA/B   | Bye         | Bye         | 6'26"82    | 4º FB      | 6'36"96 | 10º       |
| Mike DiSanto Sam Dommer Austin Hack Alex Karwoski Stephen Kasprzyk Rob Munn Glenn Ochal Hans Struzyna Sam Ojserkis (timoniere) | Otto                     | 5'40"16  | 2ª R      | 5'51"13     | 1º FA       | N.D.       | N.D.       | 5'43"23 | 4º        |

## Golf
| Atleta        | Gara      | Round 1   | Round 2   | Round 3   | Round 4   | Totale    | Totale | Totale    |
| Atleta        | Gara      | Punteggio | Punteggio | Punteggio | Punteggio | Punteggio | Par    | Posizione |
| ------------- | --------- | --------- | --------- | --------- | --------- | --------- | ------ | --------- |
| Rickie Fowler | Maschile  | 75        | 71        | 64        | 74        | 284       | E      | 37º       |
| Matt Kuchar   | Maschile  | 69        | 70        | 69        | 63        | 271       | -13    |           |
| Patrick Reed  | Maschile  | 71        | 69        | 73        | 64        | 278       | -6     | 11º       |
| Bubba Watson  | Maschile  | 73        | 67        | 67        | 70        | 277       | -7     | 8º        |
| Stacy Lewis   | Femminile | 70        | 63        | 76        | 66        | 275       | -9     | 4ª        |
| Gerina Piller | Femminile | 69        | 67        | 68        | 74        | 278       | -6     | 11ª       |
| Lexi Thompson | Femminile | 68        | 71        | 76        | 66        | 281       | -3     | 19ª       |

## Hockey su prato

### Femminile
| Girone               | Girone               | Girone               | Girone               | Girone               | Girone | Quarti               | Semifinali           | Finale               | Pos. |
| Avversario Punteggio | Avversario Punteggio | Avversario Punteggio | Avversario Punteggio | Avversario Punteggio | Pos.   | Avversario Punteggio | Avversario Punteggio | Avversario Punteggio | Pos. |
| -------------------- | -------------------- | -------------------- | -------------------- | -------------------- | ------ | -------------------- | -------------------- | -------------------- | ---- |
| Argentina V 2-1      | Australia V 2-1      | Giappone V 6-1       | India V 3-0          | Gran Bretagna P 1-2  | 2º Q   | Germania P 1-2       | Non qualificati      | Non qualificati      | 5º   |

## Judo
| Atleta           | Evento          | Preliminari          | 16-esimi             | Ottavi                | Quarti               | Semifinali              | Ripescaggio          | Finale                | Pos.            |
| Atleta           | Evento          | Avversario Punteggio | Avversario Punteggio | Avversario Punteggio  | Avversario Punteggio | Avversario Punteggio    | Avversario Punteggio | Avversario Punteggio  | Pos.            |
| ---------------- | --------------- | -------------------- | -------------------- | --------------------- | -------------------- | ----------------------- | -------------------- | --------------------- | --------------- |
| Colton Brown     | 90 kg maschile  | Bye                  | Suliman V 100-000    | Iddir P 000-010       | Non qualificato      | Non qualificato         | Non qualificato      | Non qualificato       | Non qualificato |
| Angelica Delgado | 52 kg femminile | N.D.                 | Tsolmon P 003-010    | Non qualificata       | Non qualificata      | Non qualificata         | Non qualificata      | Non qualificata       | Non qualificata |
| Nick Delpopolo   | 73 kg maschile  | Bye                  | Goumar V 100-000     | Ganbaataryn V 010-000 | Muki P 000-100       | Non qualificato         | Ungvári P 000-000    | Non qualificato       | 7º              |
| Kayla Harrison   | 78 kg femminile | N.D.                 | Bye                  | Zhang V 100-000       | Joó V 100-000        | Velenšek V 100-000      | Bye                  | Tcheuméo V 100-000    |                 |
| Marti Malloy     | 57 kg femminile | N.D.                 | Bye                  | Lien P 000-000        | Non qualificata      | Non qualificata         | Non qualificata      | Non qualificata       | Non qualificata |
| Travis Stevens   | 81 kg maschile  | Bye                  | Pacek V 001-000      | Sabirov V 101-000     | Ivanov V 100-000     | Tchrikishvili V 100-000 | Bye                  | Chalmurzaev P 000-100 |                 |

## Lotta

### Libera
| Atleta           | Evento          | Qualificazione       | Ottavi               | Quarti               | Semifinali           | Ripescaggio 1        | Ripescaggio 2        | Finale               | Pos. |
| Atleta           | Evento          | Avversario Risultato | Avversario Risultato | Avversario Risultato | Avversario Risultato | Avversario Risultato | Avversario Risultato | Avversario Risultato | Pos. |
| ---------------- | --------------- | -------------------- | -------------------- | -------------------- | -------------------- | -------------------- | -------------------- | -------------------- | ---- |
| Haley Augello    | 48 kg femminile | Bye                  | Blaszka V 3-0        | Tōsaka P 1-3         | Non qualificata      | N.D.                 | Eshimova P 0-3       | Non qualificata      | 9ª   |
| Jordan Burroughs | 74 kg maschile  | Bye                  | Midana V 3-1         | Geduev P 1-3         | Non qualificato      | N.D.                 | Abdurakhmonov P 1-4  | Non qualificato      | 9º   |
| J'den Cox        | 86 kg maschile  | Bye                  | Mahamedau V 3-1      | Karimi V 3-1         | Yaşar P 1-2          | N.D.                 | Bye                  | Salas V 5-0          |      |
| Daniel Dennis    | 57 kg maschile  | Bye                  | Dubov P 0-4          | Non qualificato      | Non qualificato      | Non qualificato      | Non qualificato      | Non qualificato      | 19º  |
| Tervel Dlagnev   | 125 kg maschile | Bye                  | Magomedov V 6-5      | Baran V 3-2          | Ghasemi P 0-10       | Bye                  | Bye                  | Petriashvili P 0-4   | 5º   |
| Adeline Gray     | 75 kg femminile | Bye                  | Olaya V 5-0          | Marzaliuk P 1-3      | Non qualificata      | Non qualificata      | Non qualificata      | Non qualificata      | 7ª   |
| Helen Maroulis   | 53 kg femminile | Khalvadzhy V 3-1     | Zhong V 4-0          | Jong V 3-1           | Mattsson V 5-0       | Bye                  | Bye                  | Yoshida V 3-1        |      |
| Frank Molinaro   | 65 kg maschile  | Bye                  | Gadzhiev V 2-2       | Əsgərov P 0-10       | Non qualificato      | N.D.                 | Kviatkovskyi V 3-1   | Chamizo P 1-3        | 5º   |
| Elena Pirozhkova | 63 kg femminile | Bye                  | Jusein V 3-1         | Battsetseg V 3-1     | Mamašuk P 1-3        | N.D.                 | Bye                  | Larionova P 0-5      | 5ª   |
| Kyle Snyder      | 97 kg maschile  | Bye                  | Cortina V 10-3       | Saritov V 7-0        | Odikadze V 9-4       | Bye                  | Bye                  | Gazyumov V 3-1       |      |

### Greco-romana
| Atleta        | Evento          | Qualificazione       | Sedicesimi           | Ottavi               | Quarti               | Semifinali           | Ripescaggio 1        | Ripescaggio 2        | Finale               | Pos.            |
| Atleta        | Evento          | Avversario Risultato | Avversario Risultato | Avversario Risultato | Avversario Risultato | Avversario Risultato | Avversario Risultato | Avversario Risultato | Avversario Risultato | Pos.            |
| ------------- | --------------- | -------------------- | -------------------- | -------------------- | -------------------- | -------------------- | -------------------- | -------------------- | -------------------- | --------------- |
| Andy Bisek    | 75 kg maschile  | Bye                  | Messaoudi V 3-0      | Starčević P 0-3      | Non qualificato      | Non qualificato      | Non qualificato      | Non qualificato      | Non qualificato      | Non qualificato |
| Ben Provisor  | 85 kg maschile  | Bye                  | Assakalov P 1-3      | Non qualificato      | Non qualificato      | Non qualificato      | Non qualificato      | Non qualificato      | Non qualificato      | Non qualificato |
| Robby Smith   | 130 kg maschile | Bye                  | Şəriəti P 1-3        | Non qualificato      | Non qualificato      | Non qualificato      | Non qualificato      | Non qualificato      | Non qualificato      | Non qualificato |
| Jesse Thielke | 59 kg maschile  | Bye                  | Hernández V 3-0      | Bayramov P 0-4       | Non qualificato      | Non qualificato      | Non qualificato      | Non qualificato      | Non qualificato      | Non qualificato |

## Nuoto

### Uomini
| Atleta | Evento               | Batterie | Batterie  | Semifinali      | Semifinali      | Finale          | Finale          |
| Atleta | Evento               | Tempo    | Posizione | Tempo           | Posizione       | Tempo           | Posizione       |
| --- | -------------------- | -------- | --------- | --------------- | --------------- | --------------- | --------------- |
| Nathan Adrian                                                                                                 | 50 m stile libero    | 21"61    | 2º Q      | 21"47           | 4º Q            | 21"49           |                 |
| Nathan Adrian                                                                                                 | 100 m stile libero   | 48"58    | 16º Q     | 47"83           | 1º Q            | 47"85           |                 |
| Kevin Cordes                                                                                                  | 100 m rana           | 59"13    | 4º Q      | 59"33           | 5º Q            | 59"22           | 4º              |
| Kevin Cordes                                                                                                  | 200 m rana           | 2'09"30  | 7º Q      | 2'07"99         | 5º Q            | 2'08"34         | 8º              |
| Caeleb Dressel                                                                                                | 100 m stile libero   | 47"91    | 2º Q      | 47"97           | 5º Q            | 48"02           | 6º              |
| Conor Dwyer                                                                                                   | 200 m stile libero   | 1'45"95  | 4º Q      | 1'45"55         | 3º Q            | 1'45"23         |                 |
| Conor Dwyer                                                                                                   | 400 m stile libero   | 3'43"42  | 1º Q      | N.D.            | N.D.            | 3'44"01         | 4º              |
| Anthony Ervin                                                                                                 | 50 m stile libero    | 21"63    | 3º Q      | 21"46           | 2º Q            | 21"40           |                 |
| Townley Haas                                                                                                  | 200 m stile libero   | 1'46"13  | 5º Q      | 1'45"92         | 6º Q            | 1'45"58         | 5º              |
| Connor Jaeger                                                                                                 | 400 m stile libero   | 3'45"37  | 7º Q      | N.D.            | N.D.            | 3'44"16         | 5º              |
| Connor Jaeger                                                                                                 | 1500 m stile libero  | 14'45"74 | 2º Q      | N.D.            | N.D.            | 14'39"48 AM     |                 |
| Chase Kalisz                                                                                                  | 400 m misti          | 4'08"12  | 1º Q      | N.D.            | N.D.            | 4'06"75         |                 |
| Jay Litherland                                                                                                | 400 m misti          | 4'11"10  | 4º Q      | N.D.            | N.D.            | 4'11"68         | 5º              |
| Ryan Lochte                                                                                                   | 200 m misti          | 1'57"38  | 1º Q      | 1'56"28         | 2º Q            | 1'57"47         | 5º              |
| Cody Miller                                                                                                   | 100 m rana           | 59"17    | 5º Q      | 59"05           | 2º Q            | 58"87 AM        |                 |
| Ryan Murphy                                                                                                   | 100 m dorso          | 53"06    | 4º Q      | 52"49           | 1º Q            | 51"97 RO        |                 |
| Ryan Murphy                                                                                                   | 200 m dorso          | 1'56"29  | 4º Q      | 1'55"15         | 4º Q            | 1'53"62         |                 |
| Jacob Pebley                                                                                                  | 200 m dorso          | 1'56"44  | 5º Q      | 1'54"92         | 3º Q            | 1'55"52         | 5º              |
| Michael Phelps                                                                                                | 100 m farfalla       | 51"60    | 4º Q      | 51"58           | 5º Q            | 51"14           |                 |
| Michael Phelps                                                                                                | 200 m farfalla       | 1'55"73  | 5º Q      | 1'54"12         | 2º Q            | 1'53"36         |                 |
| Michael Phelps                                                                                                | 200 m misti          | 1'58"41  | 3º Q      | 1'55"78         | 1º Q            | 1'54"66         |                 |
| David Plummer                                                                                                 | 100 m dorso          | 53"19    | 5º Q      | 52"50           | 2º Q            | 52"40           |                 |
| Josh Prenot                                                                                                   | 200 m rana           | 2'09"91  | 10º Q     | 2'07"78         | 3º Q            | 2'07"53         |                 |
| Sean Ryan | Maratona 10 km       | N.D.     | N.D.      | N.D.            | N.D.            | DSQ             | DSQ             |
| Thomas Shields                                                                                                | 100 m farfalla       | 51"58    | 3º Q      | 51"61           | 6º Q            | 51"73           | 7º              |
| Thomas Shields                                                                                                | 200 m farfalla       | 1'56"93  | 20º       | Non qualificato | Non qualificato | Non qualificato | Non qualificato |
| Jordan Wilimovsky                                                                                             | 1500 m stile libero  | 14'48"23 | 3º Q      | N.D.            | N.D.            | 14'45"03        | 4º              |
| Jordan Wilimovsky                                                                                             | Maratona 10 km       | N.D.     | N.D.      | N.D.            | N.D.            | 1h53'03"2       | 5º              |
| Nathan Adrian Caeleb Dressel Anthony Ervin Jimmy Feigen Ryan Held Michael Phelps Blake Pieroni                | 4×100 m stile libero | 3'12"38  | 2º Q      | N.D.            | N.D.            | 3'09"92         |                 |
| Gunnar Bentz Jack Conger Conor Dwyer Townley Haas Ryan Lochte Michael Phelps Clark Smith                      | 4×200 m stile libero | 7'06"74  | 2º Q      | N.D.            | N.D.            | 7'00"66         |                 |
| Nathan Adrian Kevin Cordes Caeleb Dressel Cody Miller Ryan Murphy Michael Phelps David Plummer Thomas Shields | 4×100 m misti        | 3'31"83  | 2º Q      | N.D.            | N.D.            | 3'27"95 RO      |                 |

### Donne
| Atleta | Evento               | Batterie   | Batterie  | Semifinali | Semifinali | Finale          | Finale          |
| Atleta | Evento               | Tempo      | Posizione | Tempo      | Posizione  | Tempo           | Posizione       |
| --- | -------------------- | ---------- | --------- | ---------- | ---------- | --------------- | --------------- |
| Cammille Adams                                                                                               | 200 m farfalla       | 2'06"67    | 2ª Q      | 2'07"22    | 8ª Q       | 2'05"90         | 4ª              |
| Haley Anderson                                                                                               | Maratona 10 km       | N.D.       | N.D.      | N.D.       | N.D.       | 1h57'20"02      | 5ª              |
| Kathleen Baker                                                                                               | 100 m dorso          | 58"84      | 1ª Q      | 58"84      | 1ª Q       | 58"75           |                 |
| Elizabeth Beisel                                                                                             | 400 m misti          | 4'34"38    | 6ª Q      | N.D.       | N.D.       | 4'34"98         | 6ª              |
| Maya DiRado                                                                                                  | 200 m dorso          | 2'08"60    | 3ª Q      | 2'07"53    | 3ª Q       | 2'05"99         |                 |
| Maya DiRado                                                                                                  | 200 m misti          | 2'10"24    | 4ª Q      | 2'08"91    | 3ª Q       | 2'08"79         |                 |
| Maya DiRado                                                                                                  | 400 m misti          | 4'33"50    | 3ª Q      | N.D.       | N.D.       | 4'31"15         |                 |
| Hali Flickinger                                                                                              | 200 m farfalla       | 2'06"67    | 2ª Q      | 2'07"02    | 6ª Q       | 2'07"71         | 7ª              |
| Missy Franklin                                                                                               | 200 m stile libero   | 1'57"12    | 12ª Q     | 1'57"56    | 13ª        | Non qualificata | Non qualificata |
| Missy Franklin                                                                                               | 200 m dorso          | 2'09"36    | 11ª Q     | 2'09"74    | 14ª        | Non qualificata | Non qualificata |
| Molly Hannis                                                                                                 | 200 m rana           | 2'24"74    | 12ª Q     | 2'26"80    | 16ª        | Non qualificata | Non qualificata |
| Lilly King                                                                                                   | 100 m rana           | 1'05"78    | 1ª Q      | 1'05"70    | 1ª Q       | 1'04"93 RO      |                 |
| Lilly King                                                                                                   | 200 m rana           | 2'25"89    | 15ª Q     | 2'24"59    | 12ª        | Non qualificata | Non qualificata |
| Katie Ledecky                                                                                                | 200 m stile libero   | 1'55"01    | 1ª Q      | 1'54"81    | 2ª Q       | 1'53"73         |                 |
| Katie Ledecky                                                                                                | 400 m stile libero   | 3'58"71 RO | 1ª Q      | N.D.       | N.D.       | 3'56"46 RM      |                 |
| Katie Ledecky                                                                                                | 800 m stile libero   | 8'12"86 RO | 1ª Q      | N.D.       | N.D.       | 8'04"79 RM      |                 |
| Simone Manuel                                                                                                | 50 m stile libero    | 24"71      | 11ª Q     | 24"44      | 6ª Q       | 24"09           |                 |
| Simone Manuel                                                                                                | 100 m stile libero   | 53"32      | 2ª Q      | 53"11      | 3ª Q       | 52"70 RO        |                 |
| Katie Meili                                                                                                  | 100 m rana           | 1'06"00    | 3ª Q      | 1'06"52    | 6ª Q       | 1'05"69         |                 |
| Melanie Margalis                                                                                             | 200 m misti          | 2'09"62    | 3ª Q      | 2'10"10    | 5ª Q       | 2'09"21         | 4ª              |
| Leah Smith                                                                                                   | 400 m stile libero   | 4'03"39    | 3ª Q      | N.D.       | N.D.       | 4'01"92         |                 |
| Leah Smith                                                                                                   | 800 m stile libero   | 8'21"43    | 4ª Q      | N.D.       | N.D.       | 8'20"95         | 6ª              |
| Olivia Smoliga                                                                                               | 100 m dorso          | 59"60      | 6ª Q      | 59"35      | 8ª Q       | 58"95           | 6ª              |
| Dana Vollmer                                                                                                 | 100 m farfalla       | 56"56      | 2ª Q      | 57"06      | 4ª Q       | 56"63           |                 |
| Abbey Weitzeil                                                                                               | 50 m stile libero    | 24"48      | 5ª Q      | 24"67      | 12ª        | Non qualificata | Non qualificata |
| Abbey Weitzeil                                                                                               | 100 m stile libero   | 53"54      | 7ª Q      | 53"53      | 8ª Q       | 53"30           | 7ª              |
| Kelsi Worrell                                                                                                | 100 m farfalla       | 56"97      | 4ª Q      | 57"54      | 9ª         | Non qualificata | Non qualificata |
| Katie Ledecky Simone Manuel Lia Neal Allison Schmitt Dana Vollmer Amanda Weir Abbey Weitzeil                 | 4×100 m stile libero | 3'33"59    | 2ª Q      | N.D.       | N.D.       | 3'31"89 AM      |                 |
| Maya DiRado Missy Franklin Katie Ledecky Melanie Margalis Cierra Runge Allison Schmitt Leah Smith            | 4×200 m stile libero | 7'47"77    | 1ª Q      | N.D.       | N.D.       | 7'43"03         |                 |
| Kathleen Baker Lilly King Simone Manuel Katie Meili Olivia Smoliga Dana Vollmer Abbey Weitzeil Kelsi Worrell | 4×100 m misti        | 3'54"67    | 1ª Q      | N.D.       | N.D.       | 3'53"13         |                 |

## Nuoto sincronizzato
| Atleta                        | Evento | Programma tecnico | Programma tecnico | Programma libero (Preliminari) | Programma libero (Preliminari) | Programma libero (Preliminari) | Programma libero (Finale) | Programma libero (Finale) | Programma libero (Finale) |
| Atleta                        | Evento | Punti             | Classifica        | Punti                          | Punti totali                   | Classifica                     | Punti                     | Punti totali              | Classifica                |
| ----------------------------- | ------ | ----------------- | ----------------- | ------------------------------ | ------------------------------ | ------------------------------ | ------------------------- | ------------------------- | ------------------------- |
| Anita Alvarez Mariya Koroleva | Duo    | 86.4333           | 9ª                | 86.4612                        | 172.8945                       | 9ª Q                           | 92.3667                   | 182.8079                  | 6ª                        |

## Pallacanestro

### Maschile
| Girone               | Girone               | Girone               | Girone               | Girone               | Girone | Quarti               | Semifinali           | Finale               | Pos. |
| Avversario Punteggio | Avversario Punteggio | Avversario Punteggio | Avversario Punteggio | Avversario Punteggio | Pos.   | Avversario Punteggio | Avversario Punteggio | Avversario Punteggio | Pos. |
| -------------------- | -------------------- | -------------------- | -------------------- | -------------------- | ------ | -------------------- | -------------------- | -------------------- | ---- |
| Cina V 119-62        | Venezuela V 113-69   | Australia V 98-88    | Serbia V 94-91       | Francia V 100-97     | 1º Q   | Argentina V 105-78   | Spagna V 82-76       | Serbia V 96-66       |      |

### Femminile
| Girone               | Girone               | Girone               | Girone               | Girone               | Girone | Quarti               | Semifinali           | Finale               | Pos. |
| Avversario Punteggio | Avversario Punteggio | Avversario Punteggio | Avversario Punteggio | Avversario Punteggio | Pos.   | Avversario Punteggio | Avversario Punteggio | Avversario Punteggio | Pos. |
| -------------------- | -------------------- | -------------------- | -------------------- | -------------------- | ------ | -------------------- | -------------------- | -------------------- | ---- |
| Senegal V 121-56     | Spagna V 103-63      | Serbia V 110-84      | Canada V 81-51       | Cina V 105-62        | 1ª Q   | Giappone V 110-64    | Francia V 86-67      | Spagna V 101-72      |      |

## Pallanuoto

### Maschile
| Girone               | Girone               | Girone               | Girone               | Girone               | Girone | Quarti               | Semifinali           | Finale               | Pos. |
| Avversario Punteggio | Avversario Punteggio | Avversario Punteggio | Avversario Punteggio | Avversario Punteggio | Pos.   | Avversario Punteggio | Avversario Punteggio | Avversario Punteggio | Pos. |
| -------------------- | -------------------- | -------------------- | -------------------- | -------------------- | ------ | -------------------- | -------------------- | -------------------- | ---- |
| Croazia P 5-7        | Spagna P 9-10        | Francia V 6-3        | Montenegro P 5-8     | Italia V 10-7        | 5º     | Non qualificati      | Non qualificati      | Non qualificati      | 10º  |

### Femminile
| Girone               | Girone               | Girone               | Girone | Quarti               | Semifinali           | Finale               | Pos. |
| Avversario Punteggio | Avversario Punteggio | Avversario Punteggio | Pos.   | Avversario Punteggio | Avversario Punteggio | Avversario Punteggio | Pos. |
| -------------------- | -------------------- | -------------------- | ------ | -------------------- | -------------------- | -------------------- | ---- |
| Spagna V 11-4        | Cina V 12-4          | Ungheria V 11-6      | 1ª Q   | Brasile V 13-3       | Ungheria V 14-10     | Italia V 12-5        |      |

## Pallavolo

### Maschile
| Girone               | Girone               | Girone               | Girone               | Girone               | Girone | Quarti               | Semifinali           | Finale bronzo        | Pos. |
| Avversario Punteggio | Avversario Punteggio | Avversario Punteggio | Avversario Punteggio | Avversario Punteggio | Pos.   | Avversario Punteggio | Avversario Punteggio | Avversario Punteggio | Pos. |
| -------------------- | -------------------- | -------------------- | -------------------- | -------------------- | ------ | -------------------- | -------------------- | -------------------- | ---- |
| Canada V 3-0         | Italia P 1-3         | Brasile V 3-1        | Francia V 3-1        | Messico V 3-0        | 3º Q   | Polonia V 3-0        | Italia P 2-3         | Russia V 3-2         |      |

### Femminile
| Girone               | Girone               | Girone               | Girone               | Girone               | Girone | Quarti               | Semifinali           | Finale bronzo        | Pos. |
| Avversario Punteggio | Avversario Punteggio | Avversario Punteggio | Avversario Punteggio | Avversario Punteggio | Pos.   | Avversario Punteggio | Avversario Punteggio | Avversario Punteggio | Pos. |
| -------------------- | -------------------- | -------------------- | -------------------- | -------------------- | ------ | -------------------- | -------------------- | -------------------- | ---- |
| Porto Rico V 3-0     | Paesi Bassi V 3-2    | Serbia V 3-1         | Italia V 3-1         | Cina V 3-1           | 1ª Q   | Giappone V 3-0       | Serbia P 2-3         | Paesi Bassi V 3-1    |      |

## Pentathlon moderno
| Atleta            | Evento         | Scherma   | Scherma   | Scherma | Nuoto   | Nuoto     | Nuoto | Equitazione | Equitazione | Equitazione | Combinato (corsa e pistola) | Combinato (corsa e pistola) | Combinato (corsa e pistola) | Totale | Posizione finale |
| Atleta            | Evento         | Risultati | Posizione | Punti   | Tempo   | Posizione | Punti | Penalità    | Posizione   | Punti       | Tempo                       | Posizione                   | Punti                       | Totale | Posizione finale |
| ----------------- | -------------- | --------- | --------- | ------- | ------- | --------- | ----- | ----------- | ----------- | ----------- | --------------------------- | --------------------------- | --------------------------- | ------ | ---------------- |
| Nathan Schrimsher | Gara maschile  | 20-15     | 8º        | 220     | 2'00"87 | 7º        | 338   | 18          | 18º         | 282         | 12'01"76                    | 17º                         | 610                         | 1450   | 10º              |
| Isabella Isaksen  | Gara femminile | 20-15     | 8ª        | 221     | 2'20"20 | 24ª       | 280   | 15          | 18ª         | 285         | 14'52"96                    | 33ª                         | 469                         | 1255   | 25ª              |
| Margaux Isaksen   | Gara femminile | 18-17     | 14ª       | 209     | 2'19"91 | 23ª       | 281   | 7           | 10ª         | 293         | 14'27"90                    | 27ª                         | 497                         | 1280   | 20ª              |

## Pugilato
| Atleta                | Evento                      | 16-esimi             | Ottavi               | Quarti               | Semifinali           | Finale               | Pos.            |
| Atleta                | Evento                      | Avversario Punteggio | Avversario Punteggio | Avversario Punteggio | Avversario Punteggio | Avversario Punteggio | Pos.            |
| --------------------- | --------------------------- | -------------------- | -------------------- | -------------------- | -------------------- | -------------------- | --------------- |
| Carlos Balderas       | Pesi leggeri maschile       | Abdrakhamanov V 3-0  | Narimatsu V 3-0      | Álvarez P 0-3        | Non qualificato      | Non qualificato      | Non qualificato |
| Charles Conwell       | Pesi medi maschile          | Yadav P 0-3          | Non qualificato      | Non qualificato      | Non qualificato      | Non qualificato      | Non qualificato |
| Nico Hernández        | Pesi mosca leggeri maschile | Cappai V 3-0         | Egorov V 3-0         | Quipo V 3-0          | Dusmatov P 0-3       | Non qualificato      |                 |
| Mikaela Mayer         | Pesi leggeri femminile      | N.D.                 | Chieng V 3-0         | Belyakova P 0-2      | Non qualificata      | Non qualificata      | Non qualificata |
| Gary Antuanne Russell | Pesi superleggeri maschile  | Hitchins V 3-0       | Masuk V 2-1          | Gaibnazarov P 1-2    | Non qualificato      | Non qualificato      | Non qualificato |
| Claressa Shields      | Pesi medi femminile         | N.D.                 | Bye                  | Yakushina V 3-0      | Shakimova V 3-0      | Fontijn V 3-0        |                 |
| Shakur Stevenson      | Pesi gallo maschile         | Bye                  | de Jesus V 3-0       | Tsendbaatar V 3-0    | Nikitin V WO         | Ramírez P 1-2        |                 |
| Antonio Vargas        | Pesi mosca maschile         | Neto V 2-0           | Zoirov P 0-3         | Non qualificato      | Non qualificato      | Non qualificato      | Non qualificato |

## Rugby a 7

### Maschile
| Girone               | Girone               | Girone               | Girone | Quarti               | Semifinale 9º/12º posto | Finale 9º posto      | Pos. |
| Avversario Punteggio | Avversario Punteggio | Avversario Punteggio | Pos.   | Avversario Punteggio | Avversario Punteggio    | Avversario Punteggio | Pos. |
| -------------------- | -------------------- | -------------------- | ------ | -------------------- | ----------------------- | -------------------- | ---- |
| Argentina P 17-14    | Brasile V 26-0       | Figi P 24-19         | 3º     | Non qualificati      | Brasile V 24-12         | Spagna V 24-12       | 8º   |

### Femminile
| Girone               | Girone               | Girone               | Girone | Quarti               | Semifinale 5º/8º posto | Finale 5º posto      | Pos. |
| Avversario Punteggio | Avversario Punteggio | Avversario Punteggio | Pos.   | Avversario Punteggio | Avversario Punteggio   | Avversario Punteggio | Pos. |
| -------------------- | -------------------- | -------------------- | ------ | -------------------- | ---------------------- | -------------------- | ---- |
| Figi P 7-12          | Colombia V 48-0      | Australia N 12-12    | 3ª Q   | Nuova Zelanda P 0-5  | Figi V 12-7            | Francia V 19-5       | 5ª   |

## Scherma

### Uomini
| Atleta                                                                | Evento               | 32-esimi             | 16-esimi             | Ottavi               | Quarti               | Semifinali           | Finale               | Pos.            |
| Atleta                                                                | Evento               | Avversario Punteggio | Avversario Punteggio | Avversario Punteggio | Avversario Punteggio | Avversario Punteggio | Avversario Punteggio | Pos.            |
| --------------------------------------------------------------------- | -------------------- | -------------------- | -------------------- | -------------------- | -------------------- | -------------------- | -------------------- | --------------- |
| Jason Pryor                                                           | Spada individuale    | Bye                  | Steffen P 14-15      | Non qualificato      | Non qualificato      | Non qualificato      | Non qualificato      | Non qualificato |
| Miles Chamley-Watson                                                  | Fioretto individuale | Bye                  | Achmatchuzin P 13-15 | Non qualificato      | Non qualificato      | Non qualificato      | Non qualificato      | Non qualificato |
| Alexander Massialas                                                   | Fioretto individuale | Bye                  | Essam V 15-7         | Achmatchuzin V 15-9  | Avola V 15-14        | Kruse V 15-9         | Garozzo P 11-15      |                 |
| Gerek Meinhardt                                                       | Fioretto individuale | Bye                  | van Haaster V 15-4   | Le Péchoux V 15-14   | Kruse P 13-15        | Non qualificato      | Non qualificato      | Non qualificato |
| Miles Chamley-Watson Race Imboden Alexander Massialas Gerek Meinhardt | Fioretto a squadre   | N.D.                 | N.D.                 | N.D.                 | Egitto V 45-37       | Russia P 41-45       | Italia V 45-31       |                 |
| Eli Dershwitz                                                         | Sciabola individuale | N.D.                 | van Holsbeke P 12-15 | Non qualificato      | Non qualificato      | Non qualificato      | Non qualificato      | Non qualificato |
| Daryl Homer                                                           | Sciabola individuale | N.D.                 | Mokrecov V 15-11     | Hartung V 15-12      | Szabo V 15-12        | Abedini V 15-14      | Szilágyi P 8-15      |                 |

### Donne
| Atleta                                                         | Evento               | 32-esimi             | 16-esimi             | Ottavi               | Quarti               | Semifinali                             | Finale                                | Pos.            |
| Atleta                                                         | Evento               | Avversario Punteggio | Avversario Punteggio | Avversario Punteggio | Avversario Punteggio | Avversario Punteggio                   | Avversario Punteggio                  | Pos.            |
| -------------------------------------------------------------- | -------------------- | -------------------- | -------------------- | -------------------- | -------------------- | -------------------------------------- | ------------------------------------- | --------------- |
| Katharine Holmes                                               | Spada individuale    | Bye                  | Kirpu P 4-5          | Non qualificata      | Non qualificata      | Non qualificata                        | Non qualificata                       | Non qualificata |
| Courtney Hurley                                                | Spada individuale    | Bye                  | Šemjakina P 13-14    | Non qualificata      | Non qualificata      | Non qualificata                        | Non qualificata                       | Non qualificata |
| Kelley Hurley                                                  | Spada individuale    | Bye                  | Moellhausen P 12-15  | Non qualificata      | Non qualificata      | Non qualificata                        | Non qualificata                       | Non qualificata |
| Katharine Holmes Courtney Hurley Kelley Hurley                 | Spada a squadre      | N.D.                 | N.D.                 | Bye                  | Romania P 23-24      | Semifinale 5º/8º posto Francia V 32-28 | Finale 5º posto Corea del Sud V 22-18 | 5ª              |
| Lee Kiefer                                                     | Fioretto individuale | Bye                  | Shaito V 15-13       | Liu P 9-15           | Non qualificata      | Non qualificata                        | Non qualificata                       | Non qualificata |
| Nzingha Prescod                                                | Fioretto individuale | Bye                  | Michel V 15-9        | Guyart P 11-14       | Non qualificata      | Non qualificata                        | Non qualificata                       | Non qualificata |
| Ibtihaj Muhammad                                               | Sciabola individuale | Bye                  | Kravac'ka V 15-13    | Berder P 12-15       | Non qualificata      | Non qualificata                        | Non qualificata                       | Non qualificata |
| Dagmara Wozniak                                                | Sciabola individuale | Bye                  | Vougiouka P 8-15     | Non qualificata      | Non qualificata      | Non qualificata                        | Non qualificata                       | Non qualificata |
| Mariel Zagunis                                                 | Sciabola individuale | Bye                  | Grench V 15-4        | D'jačenko P 12-15    | Non qualificata      | Non qualificata                        | Non qualificata                       | Non qualificata |
| Monica Aksamit Ibtihaj Muhammad Dagmara Wozniak Mariel Zagunis | Sciabola a squadre   | N.D.                 | N.D.                 | N.D.                 | Polonia V 45-43      | Russia P 42-45                         | Italia V 45-30                        |                 |

## Sollevamento pesi
| Atleta          | Evento           | Strappo   | Strappo    | Slancio   | Slancio    | Totale | Classifica |
| Atleta          | Evento           | Risultato | Classifica | Risultato | Classifica | Totale | Classifica |
| --------------- | ---------------- | --------- | ---------- | --------- | ---------- | ------ | ---------- |
| Jenny Arthur    | 75 kg femminile  | 107 kg    | 6ª         | 135 kg    | 5ª         | 242 kg | 6ª         |
| Kendrick Farris | 94 kg maschile   | 160 kg    | 11º        | 197 kg    | 11º        | 357 kg | 11º        |
| Morghan King    | 48 kg femminile  | 83 kg     | 5ª         | 100 kg    | 6ª         | 183 kg | 6ª         |
| Sarah Robles    | +75 kg femminile | 126 kg    | 3ª         | 160 kg    | 4ª         | 286 kg |            |

## Taekwondo
| Atleta          | Evento           | Ottavi               | Quarti               | Semifinali           | Ripescaggio          | Finale               | Pos.            |
| Atleta          | Evento           | Avversario Punteggio | Avversario Punteggio | Avversario Punteggio | Avversario Punteggio | Avversario Punteggio | Pos.            |
| --------------- | ---------------- | -------------------- | -------------------- | -------------------- | -------------------- | -------------------- | --------------- |
| Jackie Galloway | +67 kg femminile | Weekes V 5-0         | Oogink V 1-0         | Espinoza P 0-0       | Bye                  | Épangue V 2-1        |                 |
| Stephen Lambdin | +80 kg maschile  | Siqueira P 7-9       | Non qualificato      | Non qualificato      | Non qualificato      | Non qualificato      | Non qualificato |
| Steven López    | 80 kg maschile   | Gaun V 7-4           | Muhammad P 2-9       | Non qualificato      | Shkara V 0-0         | Oueslati P 5-14      | 5º              |
| Paige McPherson | 67 kg femminile  | Azizova P 5-6        | Non qualificata      | Non qualificata      | Non qualificata      | Non qualificata      | Non qualificata |

## Tennis

### Singolare
| Atleta          | Evento              | 32-esimi                 | 16-esimi                   | Ottavi                         | Quarti                 | Semifinali           | Finale                  | Pos.            |
| Atleta          | Evento              | Avversario Punteggio     | Avversario Punteggio       | Avversario Punteggio           | Avversario Punteggio   | Avversario Punteggio | Avversario Punteggio    | Pos.            |
| --------------- | ------------------- | ------------------------ | -------------------------- | ------------------------------ | ---------------------- | -------------------- | ----------------------- | --------------- |
| Brian Baker     | Singolare maschile  | Sugita P 7-5, 5-7, 4-6   | Non qualificato            | Non qualificato                | Non qualificato        | Non qualificato      | Non qualificato         | Non qualificato |
| Steve Johnson   | Singolare maschile  | King V 6-3, 6-2          | Elias V 6-3, 6-4           | Donskoj V 6-1, 6-1             | Murray P 0-6, 6-4, 6-7 | Non qualificato      | Non qualificato         | Non qualificato |
| Denis Kudla     | Singolare maschile  | Martin P 0-6, 3-6        | Non qualificato            | Non qualificato                | Non qualificato        | Non qualificato      | Non qualificato         | Non qualificato |
| Jack Sock       | Singolare maschile  | Daniel P 4-6, 4-6        | Non qualificato            | Non qualificato                | Non qualificato        | Non qualificato      | Non qualificato         | Non qualificato |
| Madison Keys    | Singolare femminile | Kovinić V 6-3, 6-3       | Mladenovic V 7-5, 6-7, 7-6 | Suárez Navarro V 6-3, 3-6, 6-3 | Kasatkina V 6-3, 6-1   | Kerber P 3-6, 5-7    | Kvitová P 5-7, 6-2, 2-6 | 4ª              |
| Sloane Stephens | Singolare femminile | Bouchard P 3-6, 3-6      | Non qualificata            | Non qualificata                | Non qualificata        | Non qualificata      | Non qualificata         | Non qualificata |
| Serena Williams | Singolare femminile | Gavrilova V 6-4, 6-2     | Cornet V 7-6, 6-2          | Svitolina P 4-6, 3-6           | Non qualificata        | Non qualificata      | Non qualificata         | Non qualificata |
| Venus Williams  | Singolare femminile | Flipkens P 6-4, 3-6, 6-7 | Non qualificata            | Non qualificata                | Non qualificata        | Non qualificata      | Non qualificata         | Non qualificata |

### Doppio
| Atleta                          | Evento           | 16-esimi                              | Ottavi                         | Quarti                   | Semifinali                     | Finale                        | Pos.            |
| Atleta                          | Evento           | Avversario Punteggio                  | Avversario Punteggio           | Avversario Punteggio     | Avversario Punteggio           | Avversario Punteggio          | Pos.            |
| ------------------------------- | ---------------- | ------------------------------------- | ------------------------------ | ------------------------ | ------------------------------ | ----------------------------- | --------------- |
| Brian Baker Rajeev Ram          | Doppio maschile  | Monfils/Tsonga V 6-1, 6-4             | Marach/Peya P 4-6, 7- 6, 3-6   | Non qualificati          | Non qualificati                | Non qualificati               | Non qualificati |
| Steve Johnson Jack Sock         | Doppio maschile  | Peralta/Podlipnik-Castillo V 6-2, 6-2 | Cabal/Farah V 6-4, 7-6         | B Agut/Ferrer V 6-4, 6-2 | Mergea/Tecău P 3-6, 5-7        | Nestor/Pospisil V 6-2, 6-4    |                 |
| Bethanie Mattek Coco Vandeweghe | Doppio femminile | Garrigues/Santonja V 6-1, 6-1         | Bacsinszky/Hingis P 4-6, 4-6   | Non qualificate          | Non qualificate                | Non qualificate               | Non qualificate |
| Serena Williams Venus Williams  | Doppio femminile | Šafářová/Strýcová P 3-6, 4-6          | Non qualificate                | Non qualificate          | Non qualificate                | Non qualificate               | Non qualificate |
| Bethanie Mattek Jack Sock       | Doppio misto     | N.D.                                  | Konta/J Murray V 6-4, 6-3      | Pereira/Melo V 6-4, 6-4  | Hradecká/Štěpánek V 6-4, 7-6   | Williams/Ram V 6-7, 6-1, 10-7 |                 |
| Venus Williams Rajeev Ram       | Doppio misto     | N.D.                                  | Bertens/Rojer V 6-7, 7-6, 10-8 | Vinci/Fognini V 6-3, 7-5 | Mirza/Bopanna V 6-2, 2-6, 10-3 | Mattek/Sock P 7-6, 1-6, 7-10  |                 |

## Tennistavolo
| Atleta                             | Evento            | Preliminari          | Round 1              | Round 2              | Round 3              | Ottavi               | Quarti               | Semifinali           | Finale               | Pos.            |
| Atleta                             | Evento            | Avversario Punteggio | Avversario Punteggio | Avversario Punteggio | Avversario Punteggio | Avversario Punteggio | Avversario Punteggio | Avversario Punteggio | Avversario Punteggio | Pos.            |
| ---------------------------------- | ----------------- | -------------------- | -------------------- | -------------------- | -------------------- | -------------------- | -------------------- | -------------------- | -------------------- | --------------- |
| Kanak Jha                          | Singolo maschile  | Alamian P 1-4        | Non qualificato      | Non qualificato      | Non qualificato      | Non qualificato      | Non qualificato      | Non qualificato      | Non qualificato      | Non qualificato |
| Yijun Feng                         | Singolo maschile  | Bye                  | He P 2-4             | Non qualificato      | Non qualificato      | Non qualificato      | Non qualificato      | Non qualificato      | Non qualificato      | Non qualificato |
| Jennifer Wu                        | Singolo femminile | Bye                  | Ódorová V 4-1        | Ekholm P 2-4         | Non qualificata      | Non qualificata      | Non qualificata      | Non qualificata      | Non qualificata      | Non qualificata |
| Lily Zhang                         | Singolo femminile | Bye                  | Arvelo V 4-0         | Shao V 4-0           | Seo P 1-4            | Non qualificata      | Non qualificata      | Non qualificata      | Non qualificata      | Non qualificata |
| Yijun Feng Kanak Jha Timothy Wang  | Squadre maschile  | N.D.                 | N.D.                 | N.D.                 | N.D.                 | Svezia P 0-3         | Non qualificati      | Non qualificati      | Non qualificati      | Non qualificati |
| Jennifer Wu Lily Zhang Jiaqi Zheng | Squadre femminile | N.D.                 | N.D.                 | N.D.                 | N.D.                 | Germania P 0-3       | Non qualificate      | Non qualificate      | Non qualificate      | Non qualificate |

## Tiro a segno/volo

### Uomini
| Will Brown       | Pistola 10 m aria compressa  | 577       | 12º | N.D.            | N.D.            | Non qualificato | Non qualificato |                 |                 |
| Will Brown       | Pistola 50 m                 | 555       | 10º | N.D.            | N.D.            | Non qualificato | Non qualificato |                 |                 |
| Glenn Eller      | Double trap                  | 131       | 14º | Non qualificato | Non qualificato | Non qualificato | Non qualificato |                 |                 |
| Matthew Emmons   | Carabina 50 m 3 posizioni    | 1169      | 19º | N.D.            | N.D.            | Non qualificato | Non qualificato | Non qualificato | Non qualificato |
| Vincent Hancock  | Skeet                        | 119       | 15º | Non qualificato | Non qualificato | Non qualificato | Non qualificato |                 |                 |
| David Higgins    | Carabina 50 m a terra        | 617,7     | 40º | N.D.            | N.D.            | Non qualificato | Non qualificato |                 |                 |
| Lucas Kozeniesky | Carabina 10 m aria compressa | 622,3     | 21º | N.D.            | N.D.            | Non qualificato | Non qualificato |                 |                 |
| Daniel Lowe      | Carabina 10 m aria compressa | 620,0     | 34º | N.D.            | N.D.            | Non qualificato | Non qualificato |                 |                 |
| Daniel Lowe      | Carabina 50 m 3 posizioni    | 1168      | 28º | N.D.            | N.D.            | Non qualificato | Non qualificato |                 |                 |
| Michael McPhail  | Carabina 50 m a terra        | 622,0     | 19º | N.D.            | N.D.            | Non qualificato | Non qualificato |                 |                 |
| Emil Milev       | Pistola 25 m automatica      | 578       | 12º | N.D.            | N.D.            | Non qualificato | Non qualificato |                 |                 |
| Joshua Richmond  | Double trap                  | 135 (+11) | 7º  | Non qualificato | Non qualificato | Non qualificato | Non qualificato |                 |                 |
| Keith Sanderson  | Pistola 25 m automatica      | 580       | 10º | N.D.            | N.D.            | Non qualificato | Non qualificato |                 |                 |
| Jay Shi          | Pistola 10 m aria compressa  | 577       | 18º | N.D.            | N.D.            | Non qualificato | Non qualificato |                 |                 |
| Jay Shi          | Pistola 50 m                 | 553       | 14º | N.D.            | N.D.            | Non qualificato | Non qualificato |                 |                 |
| Frank Thompson   | Skeet                        | 117       | 21º | Non qualificato | Non qualificato | Non qualificato | Non qualificato |                 |                 |

### Donne
| Atleta            | Evento                       | Qualificazione | Qualificazione | Semifinale      | Semifinale      | Finale          | Finale          |
| Atleta            | Evento                       | Punteggio      | Classifica     | Punteggio       | Classifica      | Punteggio       | Classifica      |
| ----------------- | ---------------------------- | -------------- | -------------- | --------------- | --------------- | --------------- | --------------- |
| Corey Cogdell     | Trap                         | 68             | 7ª Q           | 13 (+0)         | 3ª q            | 13 (+1)         |                 |
| Morgan Craft      | Skeet                        | 69 (+2)        | 6ª Q           | 14 (+3)         | 5ª              | Non qualificata | Non qualificata |
| Lydia Paterson    | Pistola 10 m aria compressa  | 378            | 29ª            | N.D.            | N.D.            | Non qualificata | Non qualificata |
| Kim Rhode         | Skeet                        | 72             | 2ª Q           | 14 (+4)         | 4ª q            | 15 (+7)         |                 |
| Sarah Scherer     | Carabina 10 m aria compressa | 416,8          | 5ª Q           | N.D.            | N.D.            | 78,6            | 8ª              |
| Sarah Scherer     | Carabina 50 m 3 posizioni    | 570            | 33ª            | N.D.            | N.D.            | Non qualificata | Non qualificata |
| Enkelejda Shehu   | Pistola 10 m aria compressa  | 372            | 40ª            | N.D.            | N.D.            | Non qualificata | Non qualificata |
| Enkelejda Shehu   | Pistola 25 m                 | 567            | 33ª            | Non qualificata | Non qualificata | Non qualificata | Non qualificata |
| Virginia Thrasher | Carabina 10 m aria compressa | 416,3          | 6ª Q           | N.D.            | N.D.            | 208,0 RO        |                 |
| Virginia Thrasher | Carabina 50 m 3 posizioni    | 581            | 11ª            | N.D.            | N.D.            | Non qualificata | Non qualificata |

## Tiro con l'arco
| Atleta                                   | Evento                | Qualificazione | Qualificazione | 32-esimi             | 16-esimi             | Ottavi               | Quarti               | Semifinali           | Finale               | Pos.            |
| Atleta                                   | Evento                | Punteggio      | Pos.           | Avversario Punteggio | Avversario Punteggio | Avversario Punteggio | Avversario Punteggio | Avversario Punteggio | Avversario Punteggio | Pos.            |
| ---------------------------------------- | --------------------- | -------------- | -------------- | -------------------- | -------------------- | -------------------- | -------------------- | -------------------- | -------------------- | --------------- |
| Mackenzie Brown                          | Individuale femminile | 641            | 19ª            | Mandia V 6-4         | Htwe P 3-4           | Non qualificata      | Non qualificata      | Non qualificata      | Non qualificata      | Non qualificata |
| Brady Ellison                            | Individuale maschile  | 690            | 2º             | El Ghrari V 6-0      | Kaminski V 6-2       | Garrett V 6-4        | Furukawa V 6-2       | Bon-chan P 5-6       | van den Berg V 6-2   |                 |
| Zach Garrett                             | Individuale maschile  | 674            | 15º            | Kamaruddin V 6-0     | Duenas V 7-3         | Ellison P 4-6        | Non qualificato      | Non qualificato      | Non qualificato      | Non qualificato |
| Jake Kaminski                            | Individuale maschile  | 660            | 31º            | D'Almeida V 6-4      | Ellison P 2-6        | Non qualificato      | Non qualificato      | Non qualificato      | Non qualificato      | Non qualificato |
| Brady Ellison Zach Garrett Jake Kaminski | Squadra maschile      | 2024           | 2º             | N.D.                 | N.D.                 | Bye                  | Indonesia V 6-2      | Cina V 6-0           | Corea del Sud P 0-6  |                 |

## Triathlon
| Atleta          | Evento                | Nuoto  | Trans. 1 | Ciclismo | Trans. 2 | Corsa  | Totale   | Classifica |
| --------------- | --------------------- | ------ | -------- | -------- | -------- | ------ | -------- | ---------- |
| Greg Billington | Individuale maschile  | 18'15" | 0'49"    | 59'33"   | 0'42"    | 32'45" | 1h52'04" | 37º        |
| Ben Kanute      | Individuale maschile  | 17'29" | 0'46"    | 55'03"   | 0'40"    | 35'01" | 1h48'59" | 29º        |
| Joe Maloy       | Individuale maschile  | 18'03" | 0'50"    | 56'25"   | 0'35"    | 32'37" | 1h48'30" | 23º        |
| Gwen Jorgensen  | Individuale femminile | 19'12" | 0'56"    | 1h01'21" | 0'38"    | 34'09" | 1h56'16" |            |
| Sarah True      | Individuale femminile | 19'10" | 0'54"    | D        | DNF      | DNF    | DNF      | DNF        |
| Katie Zaferes   | Individuale femminile | 19'03" | 1'01"    | 1h01'26" | 0'41"    | 38'44" | 2h00'55" | 18ª        |

## Tuffi

### Uomini
| Atleta                      | Evento                  | Preliminari | Preliminari | Semifinale | Semifinale | Finale          | Finale          |
| Atleta                      | Evento                  | Punti       | Classifica  | Punti      | Classifica | Punti           | Classifica      |
| --------------------------- | ----------------------- | ----------- | ----------- | ---------- | ---------- | --------------- | --------------- |
| Michael Hixon               | Trampolino 3 m          | 421,60      | 10º Q       | 467,25     | 4º Q       | 431,65          | 10º             |
| Kristian Ipsen              | Trampolino 3 m          | 461,35      | 3º Q        | 437,70     | 7º Q       | 475,80          | 5º              |
| David Boudia                | Piattaforma 10 m        | 496,55      | 4º Q        | 458,35     | 10º Q      | 525,25          |                 |
| Steele Johnson              | Piattaforma 10 m        | 403,75      | 18º Q       | 447,85     | 13º        | Non qualificato | Non qualificato |
| Sam Dorman Michael Hixon    | Trampolino 3 m sincro   | N.D.        | N.D.        | N.D.       | N.D.       | 450,21          |                 |
| David Boudia Steele Johnson | Piattaforma 10 m sincro | N.D.        | N.D.        | N.D.       | N.D.       | 457,11          |                 |

### Donne
| Atleta                     | Evento                  | Preliminari | Preliminari | Semifinale | Semifinale | Finale          | Finale          |
| Atleta                     | Evento                  | Punti       | Classifica  | Punti      | Classifica | Punti           | Classifica      |
| -------------------------- | ----------------------- | ----------- | ----------- | ---------- | ---------- | --------------- | --------------- |
| Kassidy Cook               | Trampolino 3 m          | 327,75      | 8ª Q        | 304,35     | 13ª        | Non qualificata | Non qualificata |
| Abigail Johnston           | Trampolino 3 m          | 333,60      | 6ª Q        | 324,75     | 5ª Q       | 302,85          | 12ª             |
| Jessica Parratto           | Piattaforma 10 m        | 346,80      | 3ª Q        | 367.00     | 2ª Q       | 334,60          | 10ª             |
| Katrina Young              | Piattaforma 10 m        | 313,85      | 12ª Q       | 301,45     | 13ª        | Non qualificata | Non qualificata |
| Amy Cozad Jessica Parratto | Piattaforma 10 m sincro | N.D.        | N.D.        | N.D.       | N.D.       | 301,02          | 7ª              |

## Vela
| Atleta                        | Evento           | Regata | Regata | Regata | Regata | Regata | Regata | Regata | Regata | Regata | Regata | Regata | Regata | Regata | Punteggio Totale | Punteggio Netto | Classifica |
| Atleta                        | Evento           | 1      | 2      | 3      | 4      | 5      | 6      | 7      | 8      | 9      | 10     | 11     | 12     | M      | Punteggio Totale | Punteggio Netto | Classifica |
| ----------------------------- | ---------------- | ------ | ------ | ------ | ------ | ------ | ------ | ------ | ------ | ------ | ------ | ------ | ------ | ------ | ---------------- | --------------- | ---------- |
| Pedro Pascual                 | RS:X maschile    | 25     | 26     | 28     | 28     | DNF    | 28     | 22     | 26     | 28     | 23     | 20     | 32     | EL     | 323              | 286             | 28º        |
| Marion Lepert                 | RS:X femminile   | 10     | 3      | 10     | 13     | C      | 23     | 6      | 23     | 15     | DSQ    | 19     | 22     | EL     | 183,9            | 156,9           | 16ª        |
| Charlie Buckingham            | Laser maschile   | 20     | 7      | 10     | 22     | 8      | 26     | 15     | 10     | 10     | 6      | N.D.   | N.D.   | EL     | 134              | 108             | 11º        |
| Paige Railey                  | Laser femminile  | 15     | 2      | 9      | 21     | 2      | 7      | 25     | 24     | 25     | 4      | N.D.   | N.D.   | PEN    | 156              | 131             | 10ª        |
| Caleb Paine                   | Finn maschile    | 7      | 10     | 21     | 3      | 14     | 2      | 17     | 7      | 10     | 4      | N.D.   | N.D.   | 2      | 97               | 76              |            |
| David Hughes Stuart McNay     | 470 maschile     | 10     | 7      | 8      | 13     | 4      | 7      | 6      | 1      | 11     | 14     | N.D.   | N.D.   | 4      | 85               | 71              | 4º         |
| Annie Haeger Briana Provancha | 470 femminile    | 7      | 3      | 10     | 2      | 5      | 5      | 2      | 8      | 8      | 9      | N.D.   | N.D.   | 20     | 79               | 69              | 7ª         |
| Thomas Barrows III Joe Morris | 49er maschile    | 18     | 19     | 14     | 14     | DSQ    | 11     | 16     | 16     | 11     | 6      | 13     | 17     | EL     | 176              | 155             | 19º        |
| Paris Henken Helena Scutt     | 49erFX femminile | 13     | 16     | 14     | 5      | 1      | 4      | 11     | 8      | 8      | 12     | 12     | 6      | 18     | 128              | 112             | 10ª        |
| Bora Gulari Louisa Chafee     | Nacra 17 misto   | 13     | 9      | R      | 12     | 21     | 4      | 8      | 2      | 8      | 8      | 9      | 3      | 8      | 127              | 106             | 8º         |